# 恵庭市

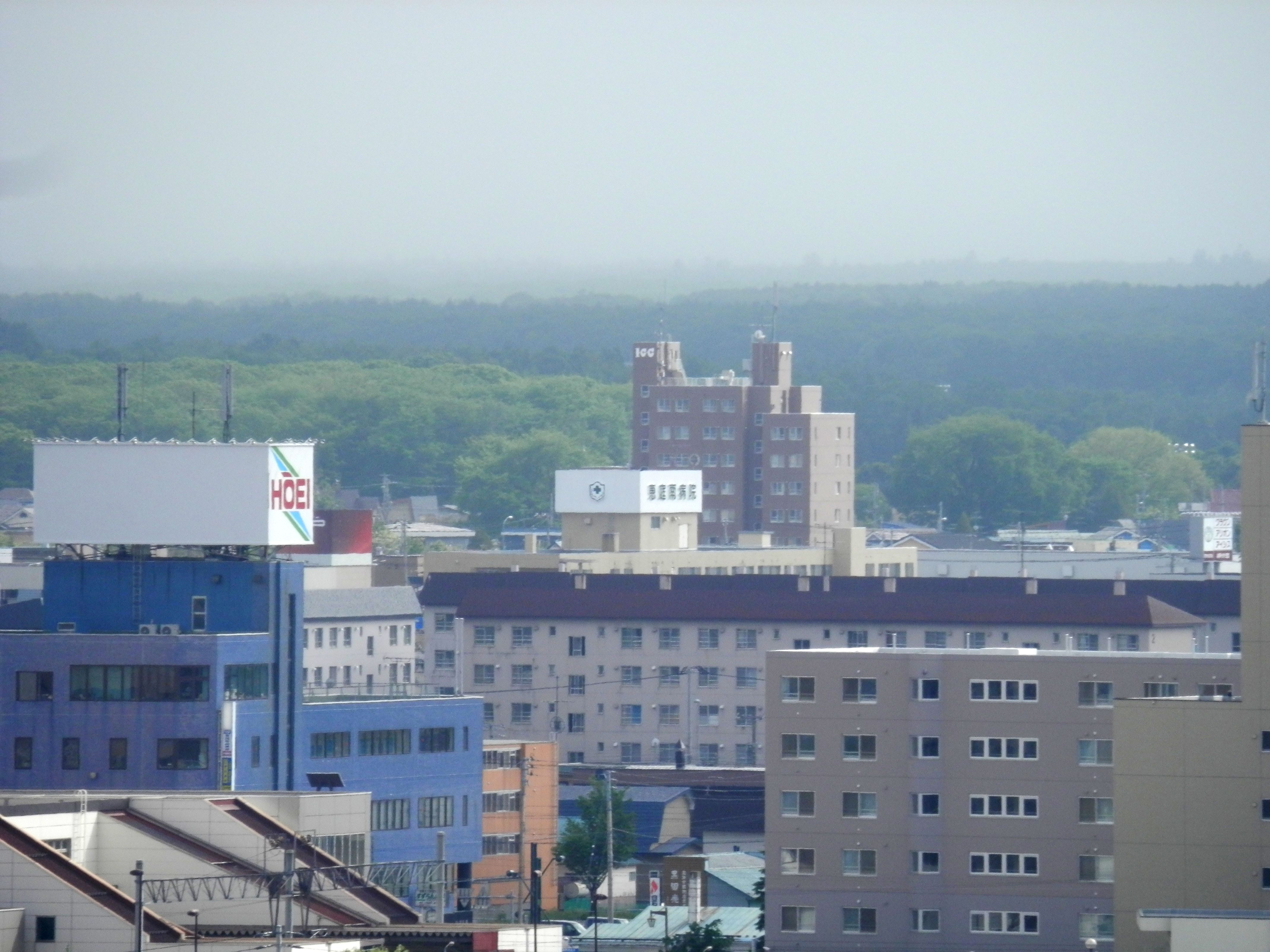
恵庭市のスカイライン

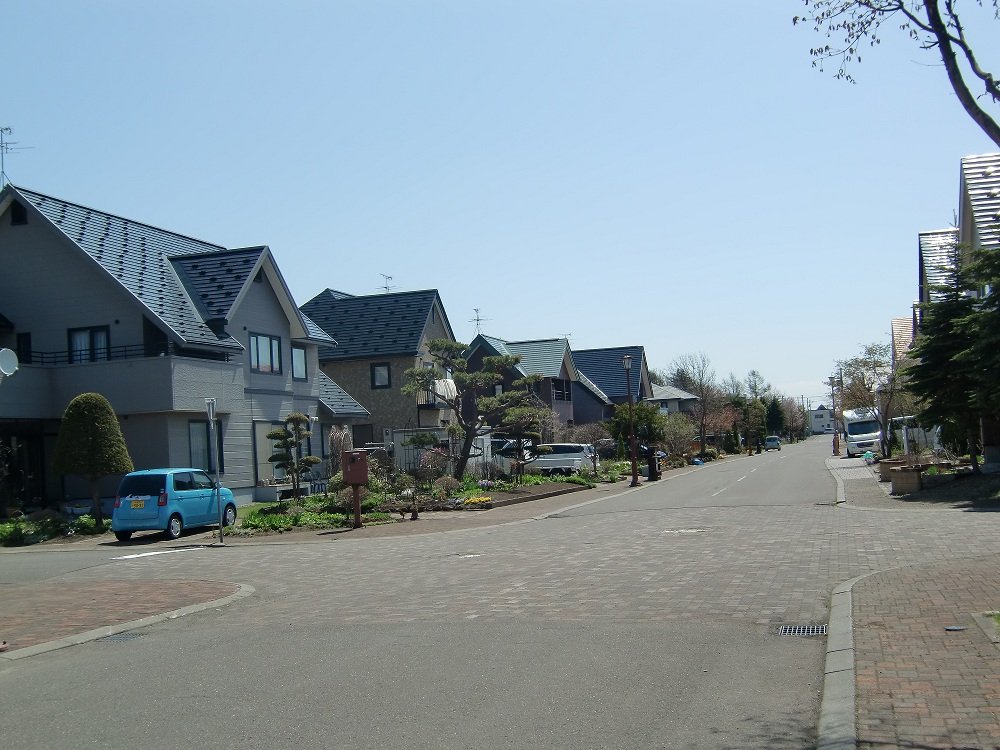
恵庭ニュータウン恵み野

恵庭市（えにわし）は、北海道中部（道央地方）に位置し、石狩振興局に属する市。

## 概要
恵庭市は札幌市と新千歳空港のほぼ中間に位置しており、恵まれた交通アクセスと穏やかな気候風土を持つまちになっている。市民主導による花のまちづくりが盛んで全国的に評価され、これまでに『緑化推進運動功労者』内閣総理大臣表彰（平成7年「花いっぱい文化協会」、平成13年「サッポロビール北海道工場」）、『都市景観大賞』「美しいまちなみ大賞」国土交通大臣表彰（平成16年「恵み野地区」）、『花の観光地づくり大賞』（平成22年「恵庭市」）などを受賞しており、「ガーデニングのまち」として知られるようになった。

### 地名の由来
アイヌ語で現在の恵庭岳を指す「エエンイワ」（頭が・尖っている・山）に由来するとされている。

## 地理
市域は東西約34 km、南北約23 km、総面積294.87 km²であり、自衛隊の演習地も含めると市域の約3分の2が森林地帯になっている。山岳部は「支笏洞爺国立公園」になっており、恵庭岳、漁岳、空沼岳を源とする漁川やラルマナイ川、千歳川へ合流する島松川などの河川がある。

### 地形

#### 山地
主な山
- 漁岳（1,318 m）
- 空沼岳（1,251 m）
- イチャンコッペ山（829 m）
- 島松山（493 m）

#### 河川
主な川
- 島松川
- 柏木川
- ルルマップ川
- 漁川
- 茂漁川
- ユカンボシ川
- 千歳川

主な滝
- 白扇の滝
- ラルマナイの滝
- 三段の滝

#### 湖沼
- えにわ湖（漁川ダムによる人造湖）

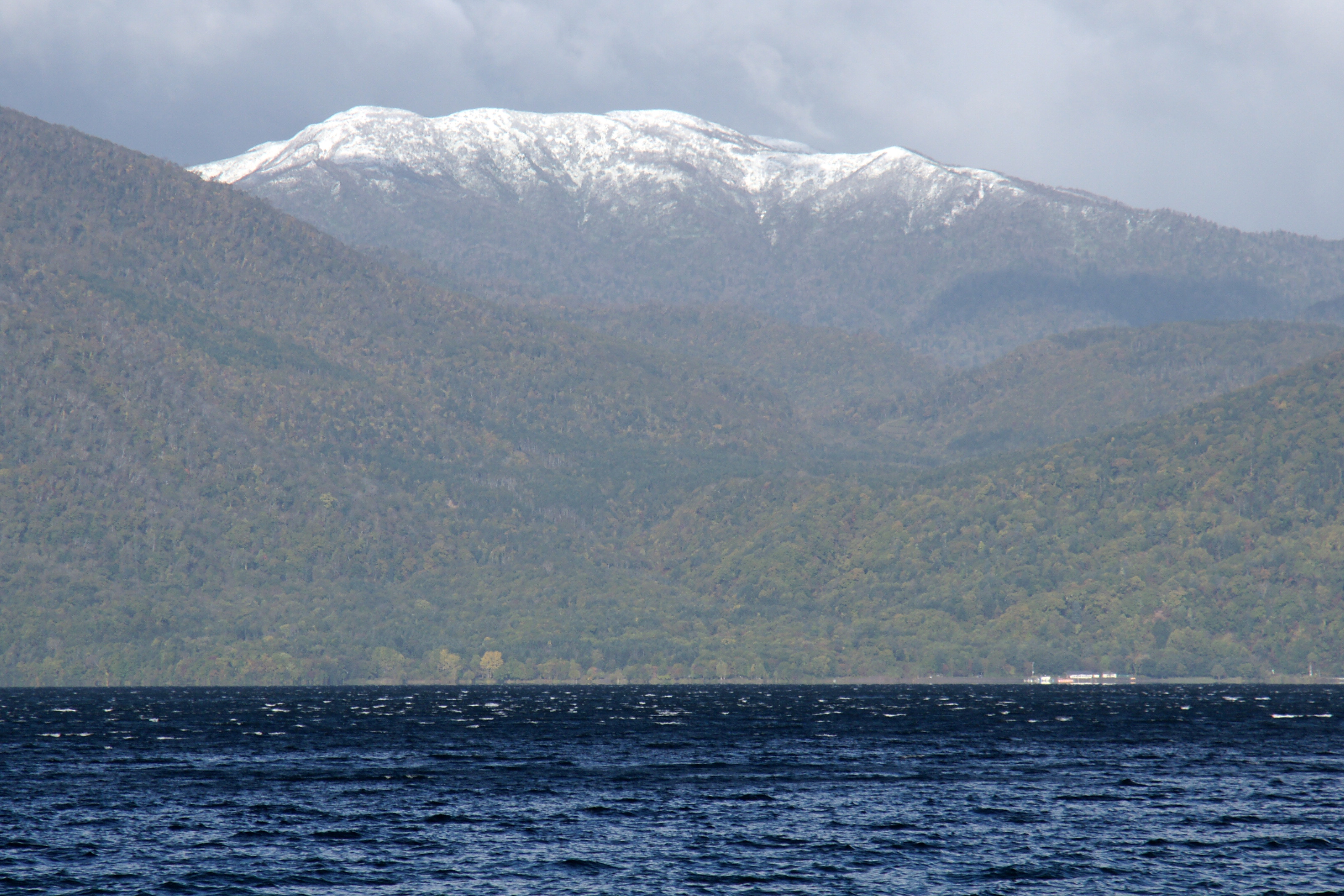
漁岳（2009年10月）
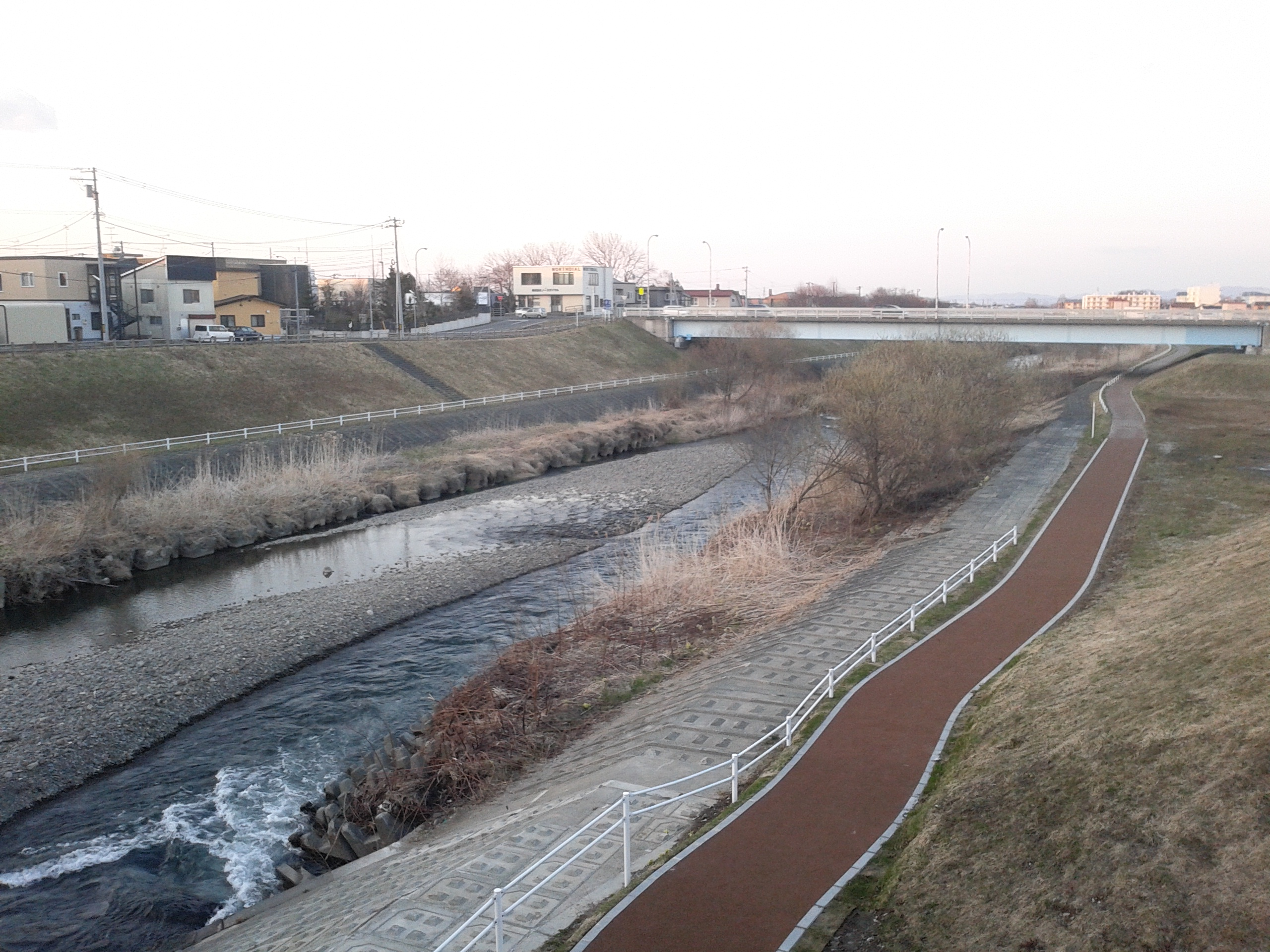
漁川（2013年4月）
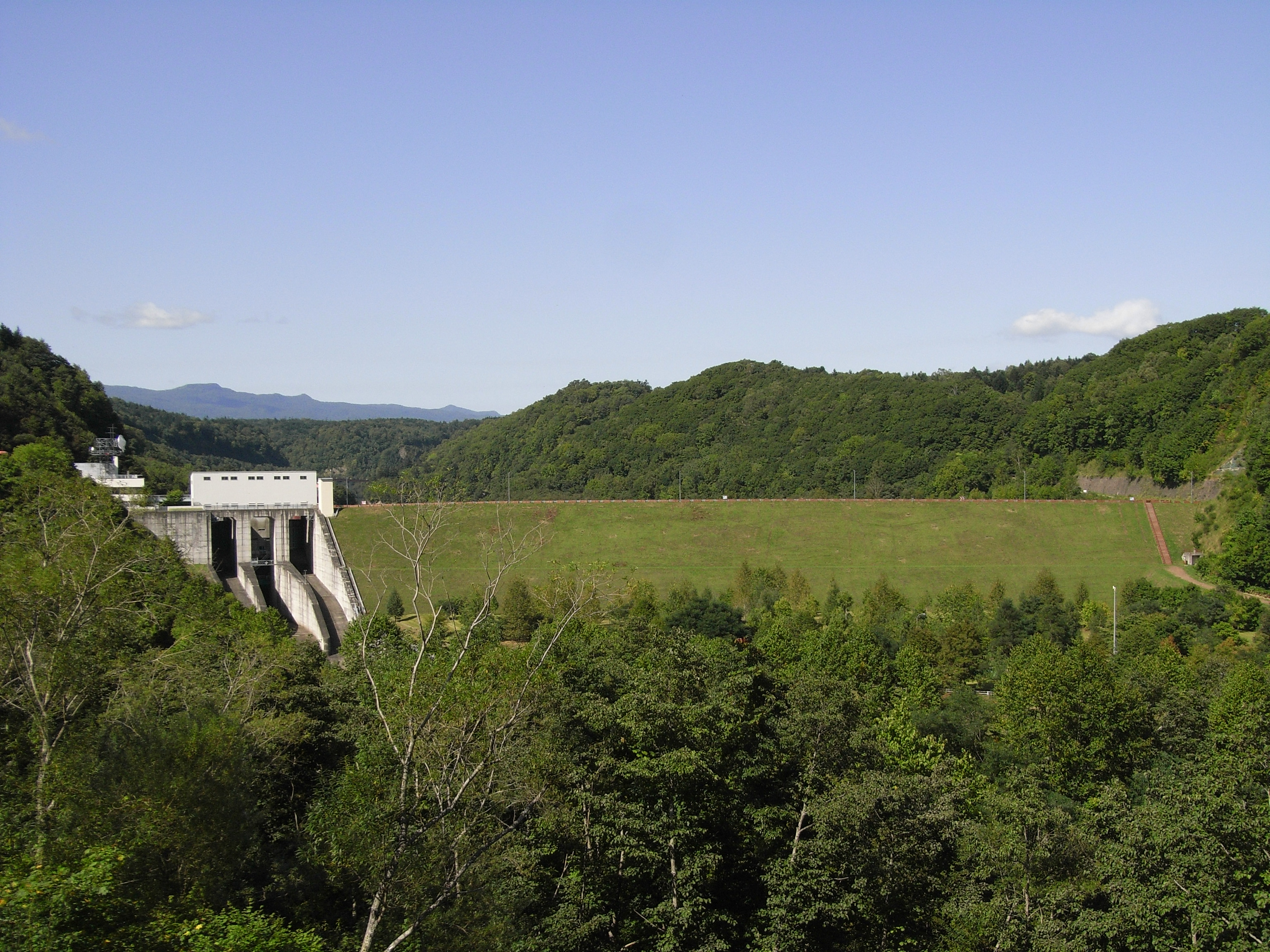
漁川ダム（2007年9月）
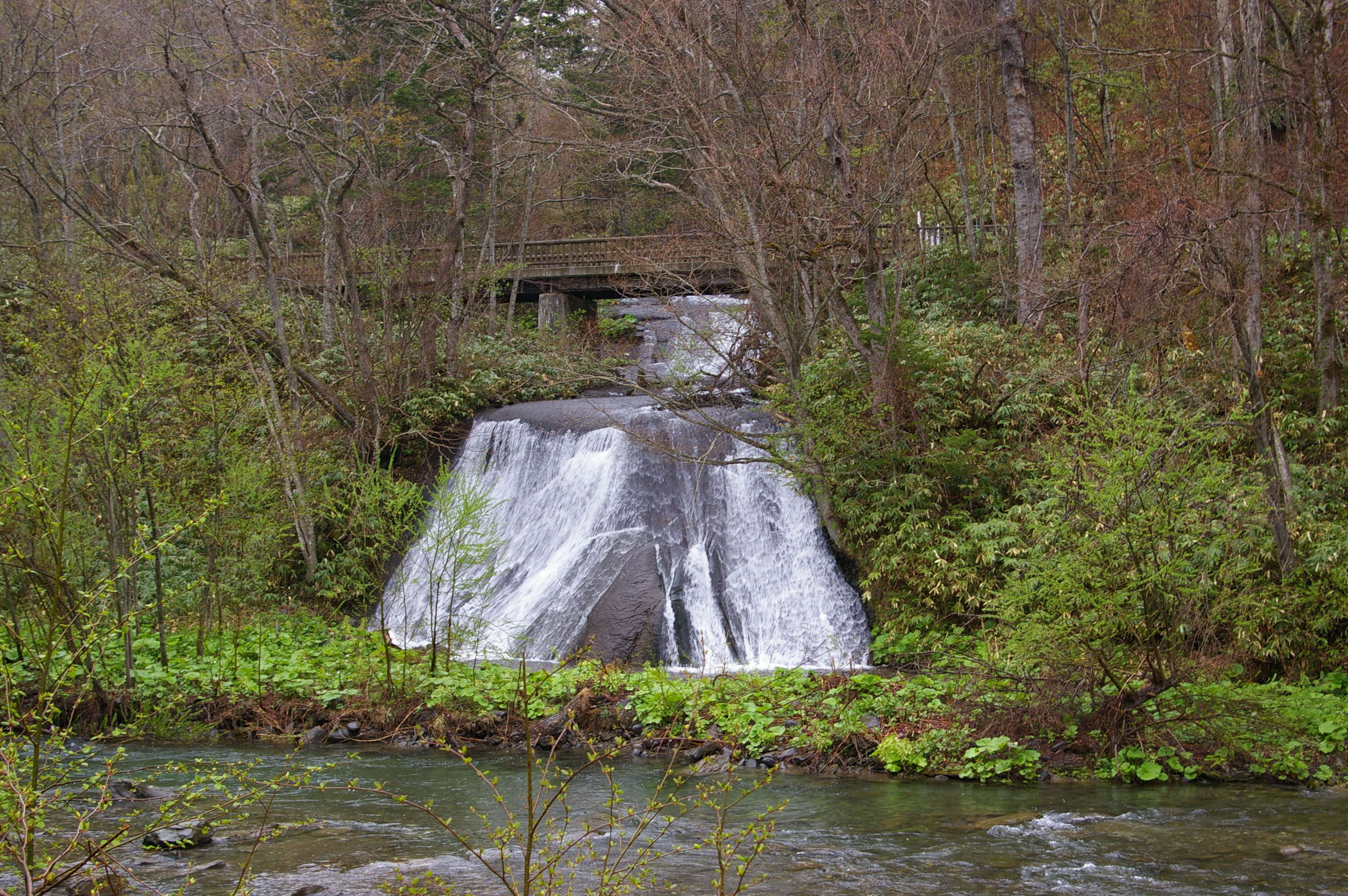
ラルマナイの滝（2007年5月）

### 気候
太平洋と日本海の中心付近に位置しているため、両方の気象の影響を受ける特徴がある。年間の平均気温は7℃から8℃であり、内陸型の気候になっている。そのため、冬季の冷え込みは厳しく、冬の晴れた朝は放射冷却により-20度以下になることも珍しくない。積雪は札幌よりは少ないが千歳市よりは多くなっている。一方、夏は比較的冷涼な気候である。
| 恵庭島松（1991 - 2020年）の気候 | 恵庭島松（1991 - 2020年）の気候 | 恵庭島松（1991 - 2020年）の気候 | 恵庭島松（1991 - 2020年）の気候 | 恵庭島松（1991 - 2020年）の気候 | 恵庭島松（1991 - 2020年）の気候 | 恵庭島松（1991 - 2020年）の気候 | 恵庭島松（1991 - 2020年）の気候 | 恵庭島松（1991 - 2020年）の気候 | 恵庭島松（1991 - 2020年）の気候 | 恵庭島松（1991 - 2020年）の気候 | 恵庭島松（1991 - 2020年）の気候 | 恵庭島松（1991 - 2020年）の気候 | 恵庭島松（1991 - 2020年）の気候 |
| 月                              | 1月                             | 2月                             | 3月                             | 4月                             | 5月                             | 6月                             | 7月                             | 8月                             | 9月                             | 10月                            | 11月                            | 12月                            | 年                              |
| ------------------------------- | ------------------------------- | ------------------------------- | ------------------------------- | ------------------------------- | ------------------------------- | ------------------------------- | ------------------------------- | ------------------------------- | ------------------------------- | ------------------------------- | ------------------------------- | ------------------------------- | ------------------------------- |
| 最高気温記録 °C （°F）          | 7.6 (45.7)                      | 10.6 (51.1)                     | 16.9 (62.4)                     | 25.7 (78.3)                     | 31.4 (88.5)                     | 31.1 (88)                       | 34.5 (94.1)                     | 34.3 (93.7)                     | 31.8 (89.2)                     | 25.2 (77.4)                     | 20.5 (68.9)                     | 14.5 (58.1)                     | 34.5 (94.1)                     |
| 平均最高気温 °C （°F）          | −1.5 (29.3)                     | −0.6 (30.9)                     | 3.4 (38.1)                      | 10.7 (51.3)                     | 16.7 (62.1)                     | 20.2 (68.4)                     | 23.7 (74.7)                     | 25.1 (77.2)                     | 21.9 (71.4)                     | 15.7 (60.3)                     | 8.1 (46.6)                      | 1.0 (33.8)                      | 12.0 (53.6)                     |
| 日平均気温 °C （°F）            | −6.2 (20.8)                     | −5.5 (22.1)                     | −0.9 (30.4)                     | 5.4 (41.7)                      | 11.1 (52)                       | 15.2 (59.4)                     | 19.1 (66.4)                     | 20.6 (69.1)                     | 16.8 (62.2)                     | 10.2 (50.4)                     | 3.4 (38.1)                      | −3.5 (25.7)                     | 7.2 (45)                        |
| 平均最低気温 °C （°F）          | −12.8 (9)                       | −12.5 (9.5)                     | −6.5 (20.3)                     | 0.1 (32.2)                      | 5.9 (42.6)                      | 11.1 (52)                       | 15.7 (60.3)                     | 16.9 (62.4)                     | 11.8 (53.2)                     | 4.4 (39.9)                      | −1.6 (29.1)                     | −9.2 (15.4)                     | 2.0 (35.6)                      |
| 最低気温記録 °C （°F）          | −26.8 (−16.2)                   | −26.9 (−16.4)                   | −21.1 (−6)                      | −12.6 (9.3)                     | −2.5 (27.5)                     | 0.7 (33.3)                      | 7.0 (44.6)                      | 6.0 (42.8)                      | 0.2 (32.4)                      | −4.6 (23.7)                     | −15.1 (4.8)                     | −22 (−8)                        | −26.9 (−16.4)                   |
| 降水量 mm （inch）              | 53.1 (2.091)                    | 52.7 (2.075)                    | 53.5 (2.106)                    | 56.9 (2.24)                     | 82.4 (3.244)                    | 85.5 (3.366)                    | 107.0 (4.213)                   | 153.8 (6.055)                   | 152.1 (5.988)                   | 109.1 (4.295)                   | 87.9 (3.461)                    | 67.4 (2.654)                    | 1,061.3 (41.783)                |
| 降雪量 cm （inch）              | 155 (61)                        | 140 (55.1)                      | 96 (37.8)                       | 8 (3.1)                         | 0 (0)                           | 0 (0)                           | 0 (0)                           | 0 (0)                           | 0 (0)                           | 1 (0.4)                         | 19 (7.5)                        | 116 (45.7)                      | 534 (210.2)                     |
| 平均月間日照時間                | 102.7                           | 109.1                           | 151.0                           | 171.3                           | 179.4                           | 151.8                           | 135.2                           | 143.5                           | 156.6                           | 148.6                           | 111.5                           | 96.4                            | 1,657.2                         |
| 出典：気象庁電子閲覧室          |                                 |                                 |                                 |                                 |                                 |                                 |                                 |                                 |                                 |                                 |                                 |                                 |                                 |

### 地域
中恵庭、本庁（恵庭）、恵み野、島松の4地区に分けられる。
中恵庭
- 漁太、林田、春日、中央、上山口、南島松の一部

本庁
- 戸磯、恵南、和光町、駒場町、白樺町、黄金北、黄金中央、黄金南、相生町、緑町、住吉町、末広町、栄恵町、泉町、桜町、京町、漁町、福住町、新町、本町、有明町、大町、文京町、牧場、盤尻、桜森、中島町、恵央町、幸町、柏陽町、柏木町、北柏木町、島松沢、美咲野

恵み野
- 恵み野東、恵み野南、恵み野西、恵み野北、南島松の一部

- 恵み野里美

島松
- 島松寿町、島松仲町、島松東町、島松本町、島松旭町、西島松、南島松の一部、中島松、下島松、穂栄、北島

### 人口
恵庭市の人口は、札幌市の近郊都市として1970年（市制施行）から2012年まで増加の一途を辿ってきたが、2013年に初めて人口減少となった。
| |                                        |  |
| 恵庭市と全国の年齢別人口分布（2005年） | 恵庭市の年齢・男女別人口分布（2005年） |  |
| ■紫色 ― 恵庭市 ■緑色 ― 日本全国 | ■青色 ― 男性 ■赤色 ― 女性              |  |
| 恵庭市（に相当する地域）の人口の推移 \| 1970年（昭和45年） \| 34,449人 \| \| \| 1975年（昭和50年） \| 39,884人 \| \| \| 1980年（昭和55年） \| 42,911人 \| \| \| 1985年（昭和60年） \| 48,305人 \| \| \| 1990年（平成2年） \| 55,615人 \| \| \| 1995年（平成7年） \| 62,351人 \| \| \| 2000年（平成12年） \| 65,239人 \| \| \| 2005年（平成17年） \| 67,614人 \| \| \| 2010年（平成22年） \| 69,334人 \| \| \| 2015年（平成27年） \| 69,702人 \| \| \| 2020年（令和2年） \| 70,331人 \| \| |                                        |  |
| 総務省統計局 国勢調査より |                                        |  |
| 1970年（昭和45年） | 34,449人                               |  |
| 1975年（昭和50年） | 39,884人                               |  |
| 1980年（昭和55年） | 42,911人                               |  |
| 1985年（昭和60年） | 48,305人                               |  |
| 1990年（平成2年） | 55,615人                               |  |
| 1995年（平成7年） | 62,351人                               |  |
| 2000年（平成12年） | 65,239人                               |  |
| 2005年（平成17年） | 67,614人                               |  |
| 2010年（平成22年） | 69,334人                               |  |
| 2015年（平成27年） | 69,702人                               |  |
| 2020年（令和2年） | 70,331人                               |  |

#### 消滅集落
2015年国勢調査によれば、以下の集落は調査時点で人口0人の消滅集落となっている。
- 恵庭市 - 桜森

### 隣接する自治体･行政区
石狩振興局
- 札幌市南区
- 札幌市清田区
- 北広島市
- 千歳市

空知総合振興局
- 夕張郡長沼町

## 歴史
恵庭の開拓は1870年（明治3年）に高知藩が移住したことによって始まり、1886年（明治19年）に山口県岩国・和木地方から集団移住65戸が漁川沿いに入植して本格的な開拓が始まった。

### 沿革
「恵庭市の沿革」参照
- 1755年（宝暦05年）：武川久兵衛（飛騨屋）が松前藩の許可を受けて漁川流域を伐採。
- 1805年（文化02年）：勇払場所支配人の山田文右衛門が漁太村に漁場設置。
- 1869年（明治02年）：蝦夷地を北海道と改称して11国86郡が置かれ、胆振国千歳郡となる。
- 1873年（明治06年）：中山久蔵が島松で水稲（赤毛種）の栽培に成功。札幌—室蘭間道路（札幌本道）開通し、島松沢に駅逓所（旧島松駅逓所）設置。
- 1876年（明治09年）：開拓使が駒場町・恵南に牧場開設。
- 1880年（明治13年）：漁村、島松村が千歳郡千歳村外五ヶ村の管轄となる。
- 1886年（明治19年）：北海道庁設置により、千歳郡が石狩国に移管[13][14]。山口県岩国・和木地方から団体移民が漁川沿岸に入植。
- 1887年（明治20年）：山口県の元萩藩士49戸が漁川沿岸に入植。
- 1889年（明治22年）：江別—恵庭間道路開通。
- 1891年（明治24年）：茂漁村に絵庭神社（豊栄神社の前身）建立。
- 1893年（明治26年）：加越能開耕社移民として、石川県と富山県から100戸余が入植。
- 1897年（明治30年）：漁村・島松村が千歳郡戸長役場から分離独立し、漁村外一ヶ村戸長役場設置。
- 1901年（明治34年）：島松村の一部が演習場指定。
- 1906年（明治39年）：漁村と島松村を合わせて恵庭村とし、北海道二級町村制施行。
- 1923年（大正12年）：北海道一級町村制施行。
- 1926年（大正15年）：北海道鉄道札幌線（現在の千歳線）開通（島松駅、恵庭駅開業）。
- 1932年（昭和07年）：恵庭鉱山試掘開始（1939年本格操業。1943年休山）[15]。
- 1936年（昭和11年）：村内で陸軍特別大演習が行われた。島松野外統監部が設けられ昭和天皇が行幸[16]。
- 1943年（昭和18年）：柏木に陸軍北部教育隊設置。同年10月1日、大字島松村の一部を広島村へ編入（現在の東の里地区）。
- 1950年（昭和25年）：旧教育隊跡に警察予備隊設置（陸上自衛隊北恵庭駐屯地の前身）。
- 1951年（昭和26年）：町制施行し、恵庭町となる。
- 1952年（昭和27年）：保安隊（後の陸上自衛隊）北海道地区補給処設置（現在の陸上自衛隊北海道補給処）。南恵庭駐屯地設置。
- 1953年（昭和28年）：国道36号道路舗装完成。
- 1958年（昭和33年）：恵庭—支笏湖間自動車道路開通。
- 1961年（昭和36年）：森永乳業札幌工場操業開始（2013年閉鎖）。
- 1964年（昭和39年）：道央地域が「新産業都市」指定。
- 1967年（昭和42年）：「恵庭事件」無罪判決。
- 1970年（昭和45年）：市制施行し、恵庭市となる。市民憲章制定。同時に千歳郡が消滅する。
- 1971年（昭和46年）：道央自動車道（道央道）初の供用区間となる北広島IC—千歳IC間開通（恵庭IC供用開始）。
- 1973年（昭和48年）：市の木・花制定。
- 1979年（昭和54年）：恵庭市民会館完成。山口県和木町と「姉妹都市」提携。
- 1980年（昭和55年）：恵庭ニュータウン恵み野分譲開始。漁川ダム竣工。
- 1982年（昭和57年）：恵み野駅開業。イトーヨーカドー恵庭店開店（2019年閉店）[17]。
- 1985年（昭和60年）：恵庭市総合体育館開館。
- 1988年（昭和63年）：恵庭テクノパーク分譲開始。
- 1989年（平成元年）：「道央テクノポリス地域」（テクノポリス）指定。恵庭RBパークセンタービル完成。サッポロビール北海道工場完成。
- 1990年（平成02年）：『恵庭花とくらし展』初開催。
- 1992年（平成04年）：恵庭市立図書館開館。
- 1996年（平成08年）：市の鳥制定。恵庭バイパス全線開通。
- 1997年（平成09年）：『開基100年記念式典』挙行。
- 1999年（平成11年）：北海道文教大学開学。北海道道117号恵庭岳公園線全線開通。道東自動車道千歳恵庭JCT—夕張IC間開通。
- 2000年（平成12年）：全国に先駆けて「ブックスタート」開始[18]。
- 2002年（平成14年）：えにわコミュニティバス（ecoバス）運行開始。
- 2006年（平成18年）：コミュニティ放送「FMパンプキン」（「e-niwa（いーにわ）」の前身）放送開始。えこりん村オープン。道と川の駅花ロードえにわオープン。
- 2008年（平成20年）：ニュージーランドティマルー市と「姉妹都市」提携。
- 2012年（平成24年）：ルルマップ自然公園ふれらんどオープン。
- 2015年（平成27年）：恵庭駅西口再開発ビル「いざりえ」、JR恵庭駅連絡通路（空中歩廊）完成。フレスポ恵み野オープン。
- 2016年（平成28年）：静岡県藤枝市と「友好都市」提携。
- 2018年（平成30年）：アルファコート緑と語らいの広場（えにあす）オープン。
- 2020年（令和02年）：花の拠点「はなふる」オープン。

## 政治

### 行政

#### 役所
- 恵庭市役所
  - 島松支所：1958年（昭和33年）に恵庭町公民館島松分館が島松支所の所在する現在地に新築されたのを機に、島松駅寄りにあった出張所を島松分館と併設。その後、1984年（昭和59年）に住民の集会施設である島松市民センターと併設し島松出張所が完成。翌、1985年（昭和60年）に支所に昇格。
  - 恵み野出張所：1979年（昭和54年）から開発が進められた恵み野住宅団地の発展に伴い、地域住民の利便性と市民サービスの向上を図るため、1987年（昭和62年）4月1日に恵み野会館内に開設。その後、恵み野の街も着実に発展し利用者が多くなり事務所が狭隘化してきたことから2000年（平成12年）4月1日より現在のRBPパークセンタービル内1階に移設。
  - 中恵庭出張所：1906年（明治39年）に漁村と島松村が北海道二級町村制の施行により「恵庭村」として誕生したが、役場の建設場所を巡り両村で綱引きとなり、間をとって「中恵庭」地区に役場が設置された。その後、役場は1910年（明治43年）・1926年（大正15年）に改築され、1952年（昭和27年）町制が施行されたのを機に市役所本庁がある現在地に移転され、恵庭市消防団第三分団の車庫、詰所を併設した建物となった。

#### 市長
歴代首長
|                  | 氏名       | 就任年月               | 退任年月               |
| 戸長             | 戸長       | 戸長                   | 戸長                   |
| ---------------- | ---------- | ---------------------- | ---------------------- |
| 初代             | 橘完爾     | 1897年（明治30年）7月  | 1898年（明治31年）1月  |
| 2代              | 菅田省三   | 1898年（明治31年）1月  | 1899年（明治32年）4月  |
| 3代              | 佐藤宗正   | 1899年（明治32年）4月  | 1899年（明治32年）12月 |
| 4代              | 江刺家雄吉 | 1899年（明治32年）12月 | 1903年（明治36年）5月  |
| 5代              | 百瀬俊信   | 1903年(明治36年）5月   | 1906年（明治39年）3月  |
| 村長（二級町村） |            |                        |                        |
| 初代             | 山崎初吉   | 1906年（明治39年）4月  | 1910年（明治43年）7月  |
| 2代              | 手代木茂篤 | 1910年（明治43年）7月  | 1913年（大正2年）12月  |
| 3代              | 渥美兵二郎 | 1913年（大正2年）12月  | 1918年（大正7年）3月   |
| 4代              | 吉野幸徳   | 1918年（大正7年）3月   | 1921年（大正10年）7月  |
| 5代              | 中村章     | 1921年（大正10年）7月  | 1923年（大正12年）3月  |
| 村長（一級町村） |            |                        |                        |
| 初代             | 沖静雄     | 1923年（大正12年）4月  | 1923年（大正12年）6月  |
| 2代              | 出倉清世   | 1923年（大正12年）9月  | 1933年（昭和8年）11月  |
| 3代              | 光富松衛   | 1933年（昭和8年）12月  | 1943年（昭和18年）8月  |
| 4代              | 田中菊治   | 1943年（昭和18年）8月  | 1946年（昭和21年）11月 |
| 5代              | 国司順一   | 1947年（昭和22年）4月  | 1951年（昭和26年）3月  |
| 町長             |            |                        |                        |
| 初代             | 国司順一   | 1951年（昭和26年）4月  | 1955年（昭和30年）4月  |
| 2代              | 田中菊治   | 1955年（昭和30年）5月  | 1970年（昭和45年）11月 |
| 市長             |            |                        |                        |
| 初代             | 田中菊治   | 1970年（昭和45年）11月 | 1971年（昭和46年）2月  |
| 2代              | 槌本貞一   | 1971年（昭和46年）4月  | 1977年（昭和52年）11月 |
| 3代              | 浜垣実     | 1977年（昭和52年）12月 | 1993年（平成5年）12月  |
| 4代              | 合原由作   | 1993年（平成5年）12月  | 1997年（平成9年）12月  |
| 5代              | 黒氏博実   | 1997年（平成9年）12月  | 2005年（平成17年）11月 |
| 6代              | 中島興世   | 2005年（平成17年）11月 | 2009年（平成21年）11月 |
| 7代              | 原田裕     | 2009年（平成21年）11月 |                        |

### 議会

#### 市議会
- 議員定数21人[21]
- 定例会（3月、6月、9月、12月）[21]
- 臨時会[21]
- 常任委員会
  - 総務文教常任委員会[21]
  - 厚生消防常任委員会[21]
  - 経済建設常任委員会[21]
- 議会運営委員会[21]
- 特別委員会[21]

| 会派                   | 議席数 |
| ---------------------- | ------ |
| 自由民主党議員団清和会 | 12     |
| 公明党議員団           | 3      |
| 市民希望の会           | 4      |
| 諸派                   | 2      |

## 国家機関

### 法務省
- 札幌法務局恵庭出張所

### 農林水産省
林野庁
- 北海道森林管理局石狩森林管理署恵庭森林事務所

### 国土交通省
- 北海道開発局札幌開発建設部千歳川河川事務所漁川ダム管理支所

### 防衛省
自衛隊
- 陸上自衛隊
  - 北恵庭駐屯地
  - 南恵庭駐屯地
  - 島松駐屯地
- 自衛隊札幌地方協力本部
  - 恵庭地域事務所
  - 千歳・恵庭地域援護センター
    - 南恵庭常駐組
    - 北恵庭常駐組
    - 島松常駐組

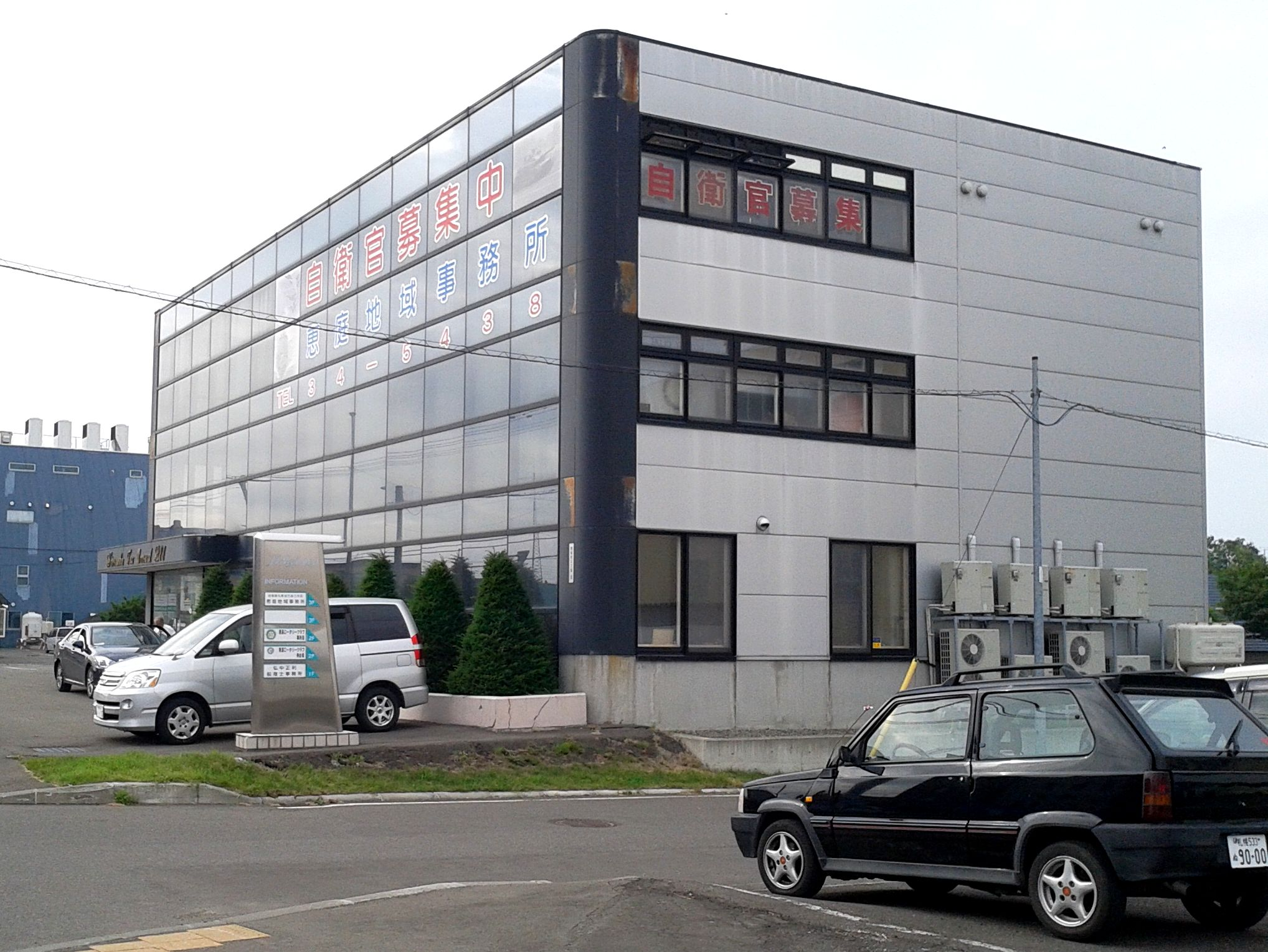
自衛隊札幌地方協力本部恵庭地域事務所（2013年7月）

### 道の機関
- 石狩振興局石狩農業改良普及センター本所

### 地方独立行政法人
- 北海道立総合研究機構水産研究本部さけます・内水面水産試験場

### 公益財団法人
- 安全衛生技術試験協会北海道安全衛生技術センター
- 道央農業振興公社

## 施設

### 警察
本部
- 北海道警察 札幌方面本部

警察署
- 千歳警察署恵庭交番、恵庭駅前交番、恵み野交番、島松駐在所

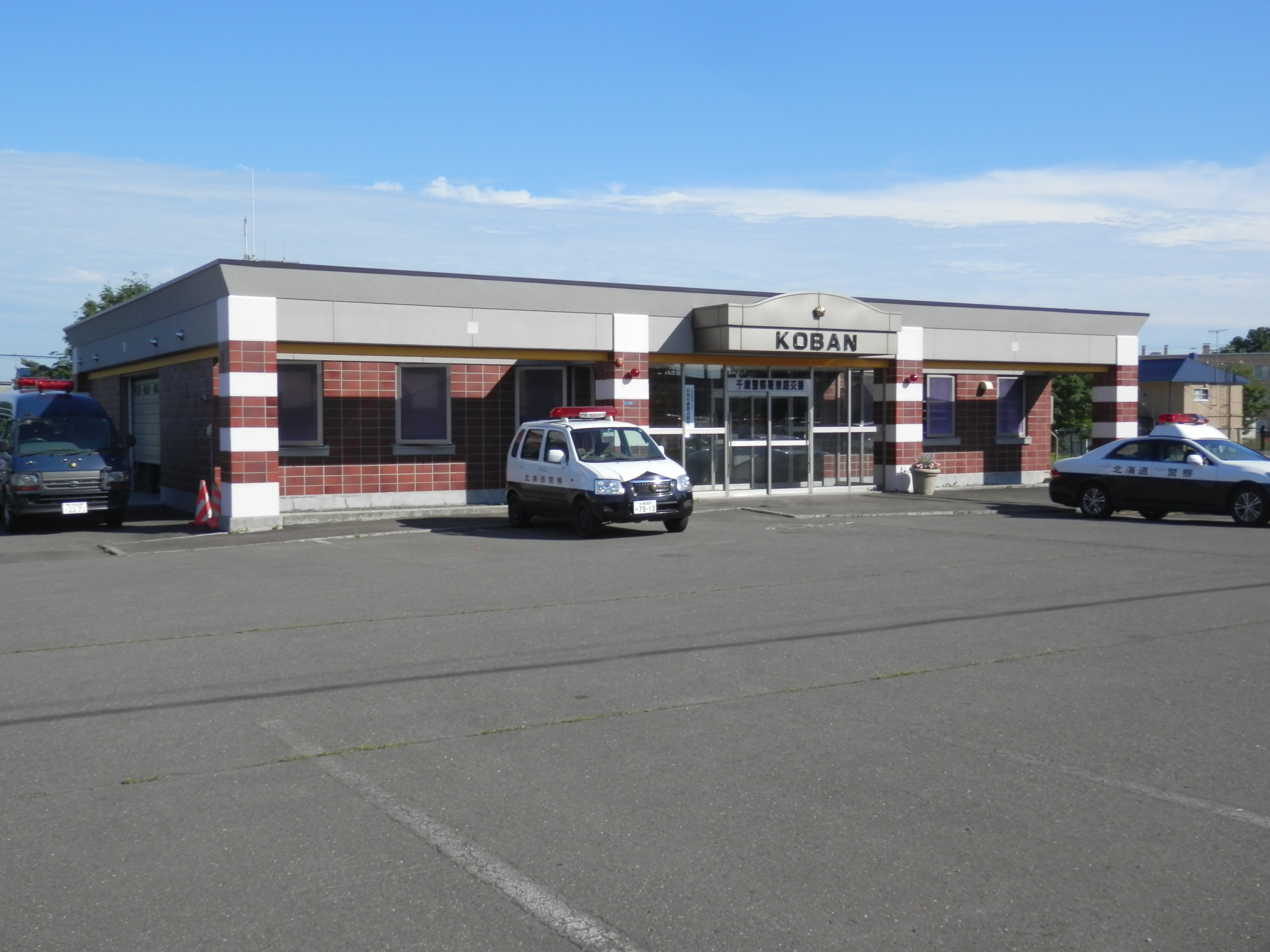
恵庭交番（2013年7月）

### 消防
本部
- 恵庭市消防本部

消防署
- 恵庭消防署
  - 島松出張所、南出張所

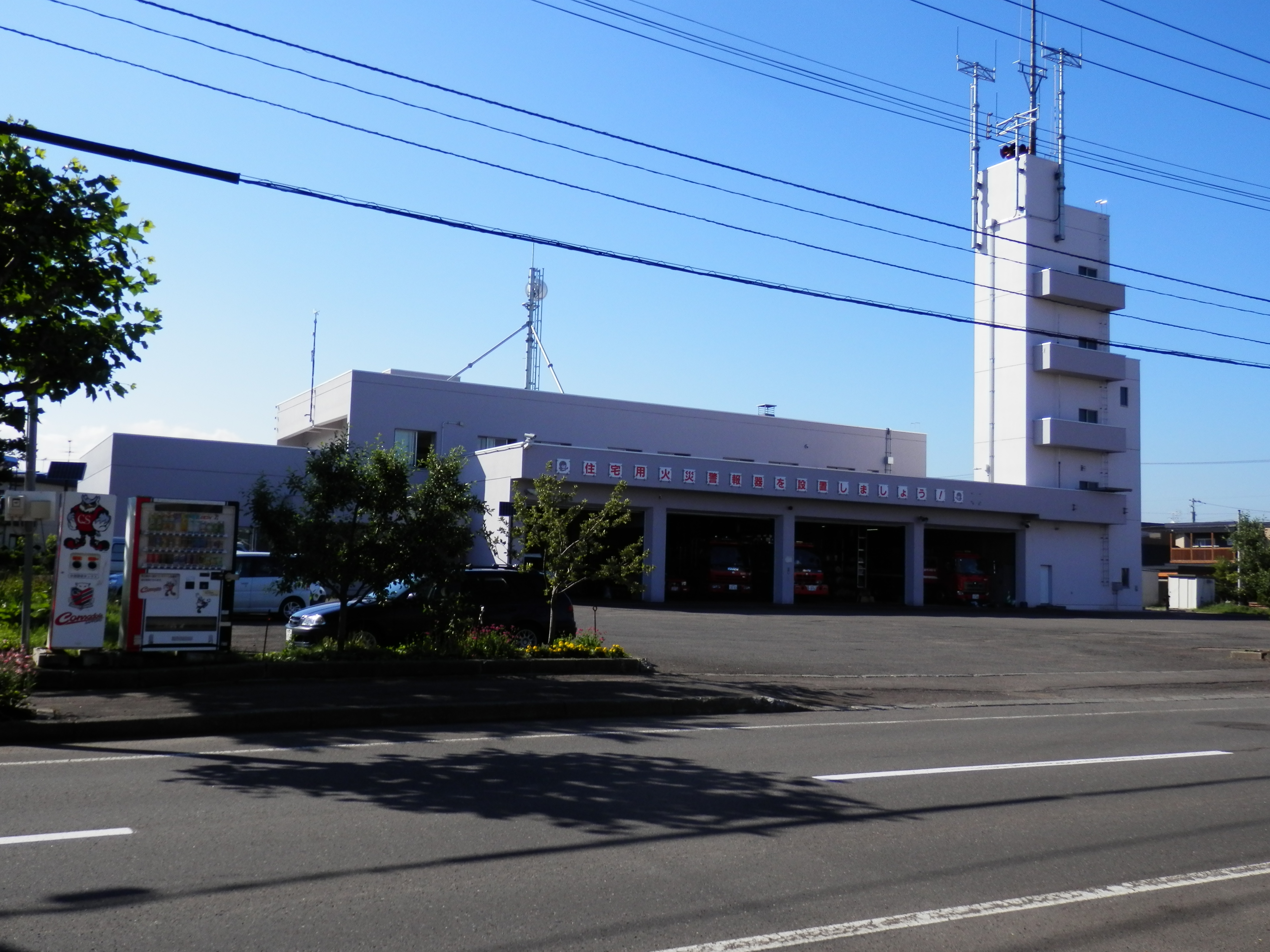
恵庭市消防本部・消防署（2013年7月）

### 医療
主な病院
- 恵庭第一病院
- えにわ病院
- 恵庭南病院
- 尾形病院
- 島松病院
- 本田記念病院
- 恵み野病院

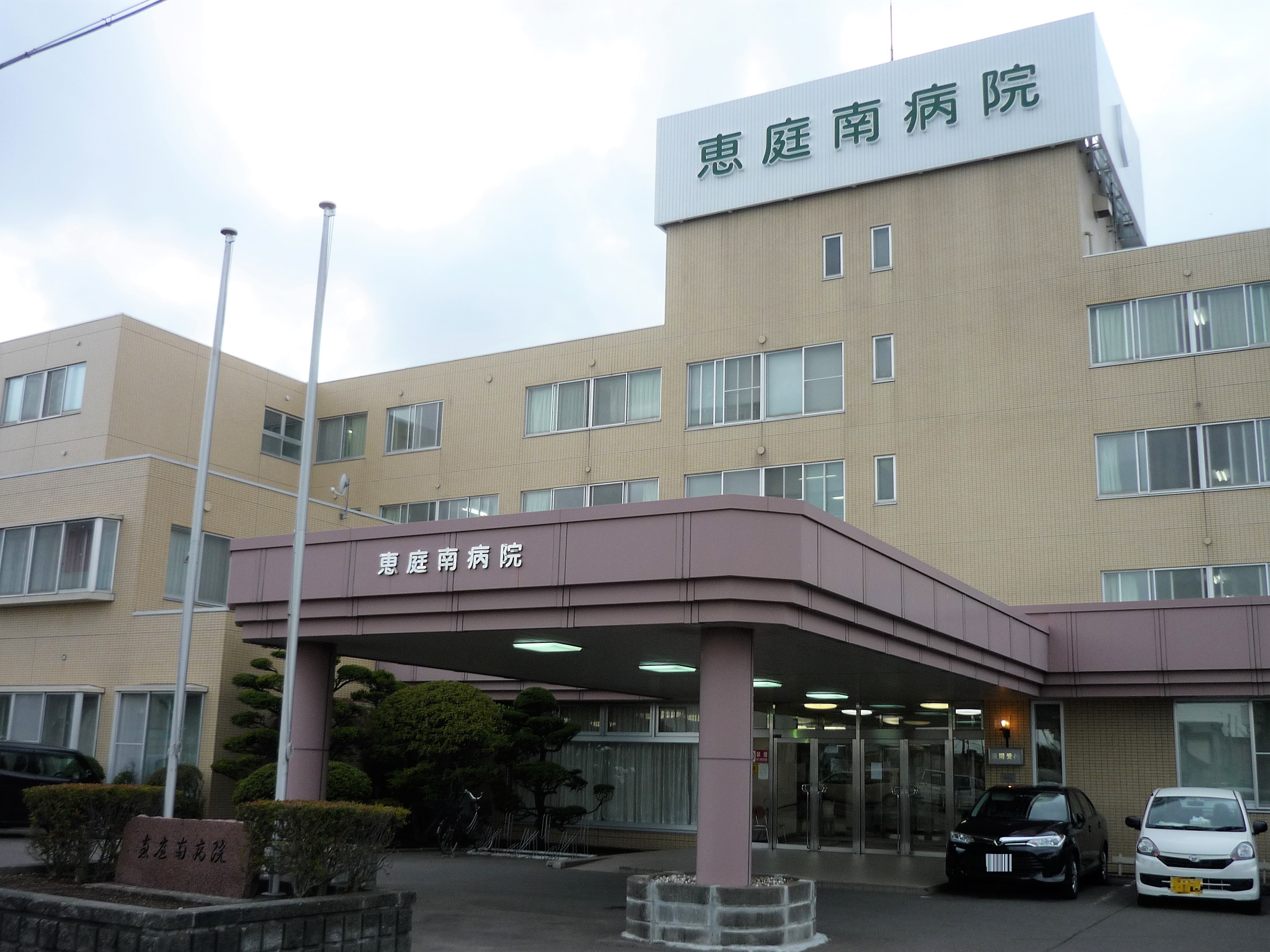
恵庭南病院（2018年8月）
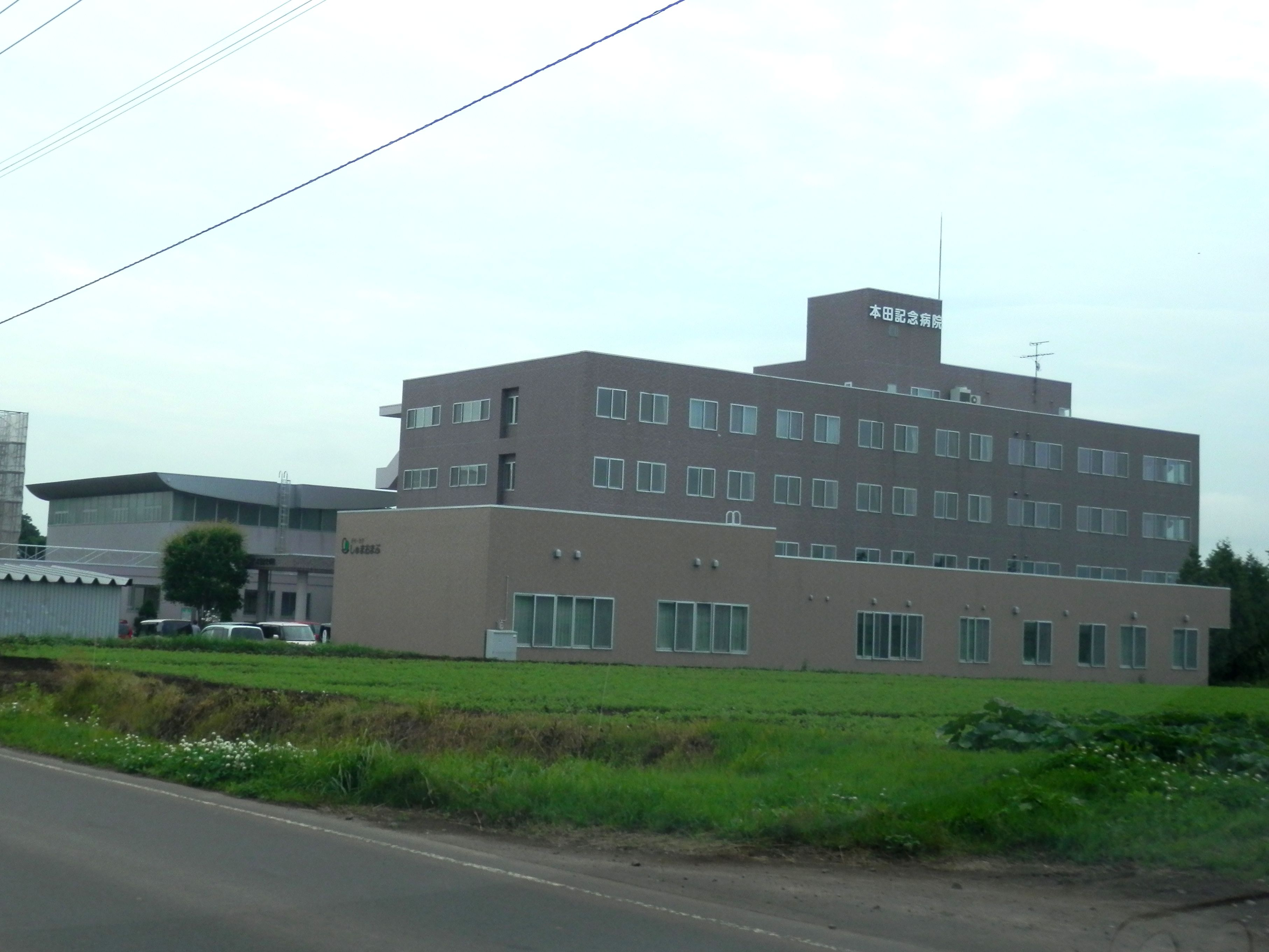
本田記念病院（2013年7月）
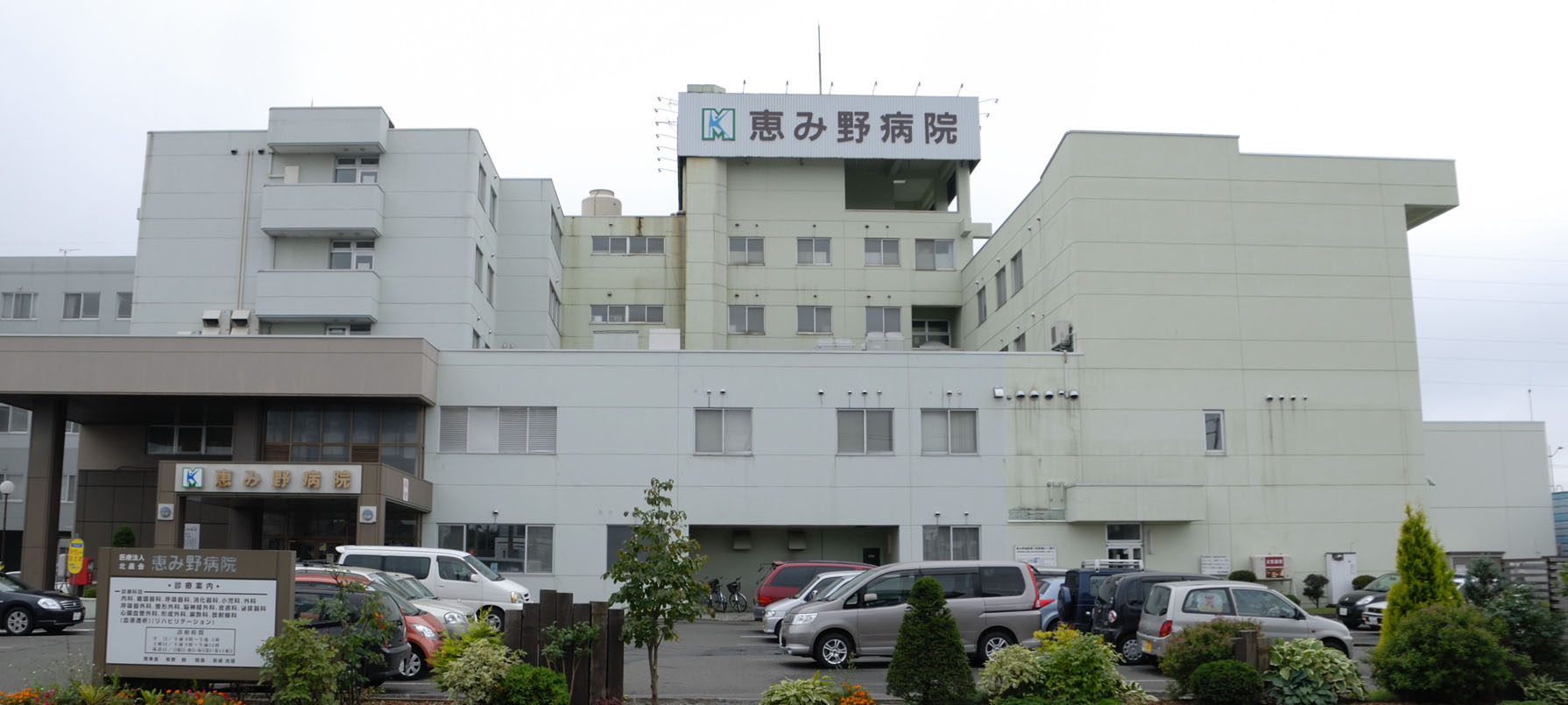
恵み野病院（2009年9月）

### 公共施設
- 恵庭市民会館
- 恵庭市島松公民館
- 恵庭市立図書館
- 恵庭市交流プラザまなび館
- 恵庭市市民活動センター（えにあす内）
- 恵庭市保健センター（えにあす内）
- 恵庭市夜間・休日急病診療所（えにあす内）
- 恵庭市青少年研修センター
- 恵庭市郷土資料館
- 夢創館
- 恵庭市リサイクルセンター
- 恵庭市ごみ処理場
- 恵庭市生ごみ・し尿処理場
- 恵庭下水終末処理場
- 恵浄殿

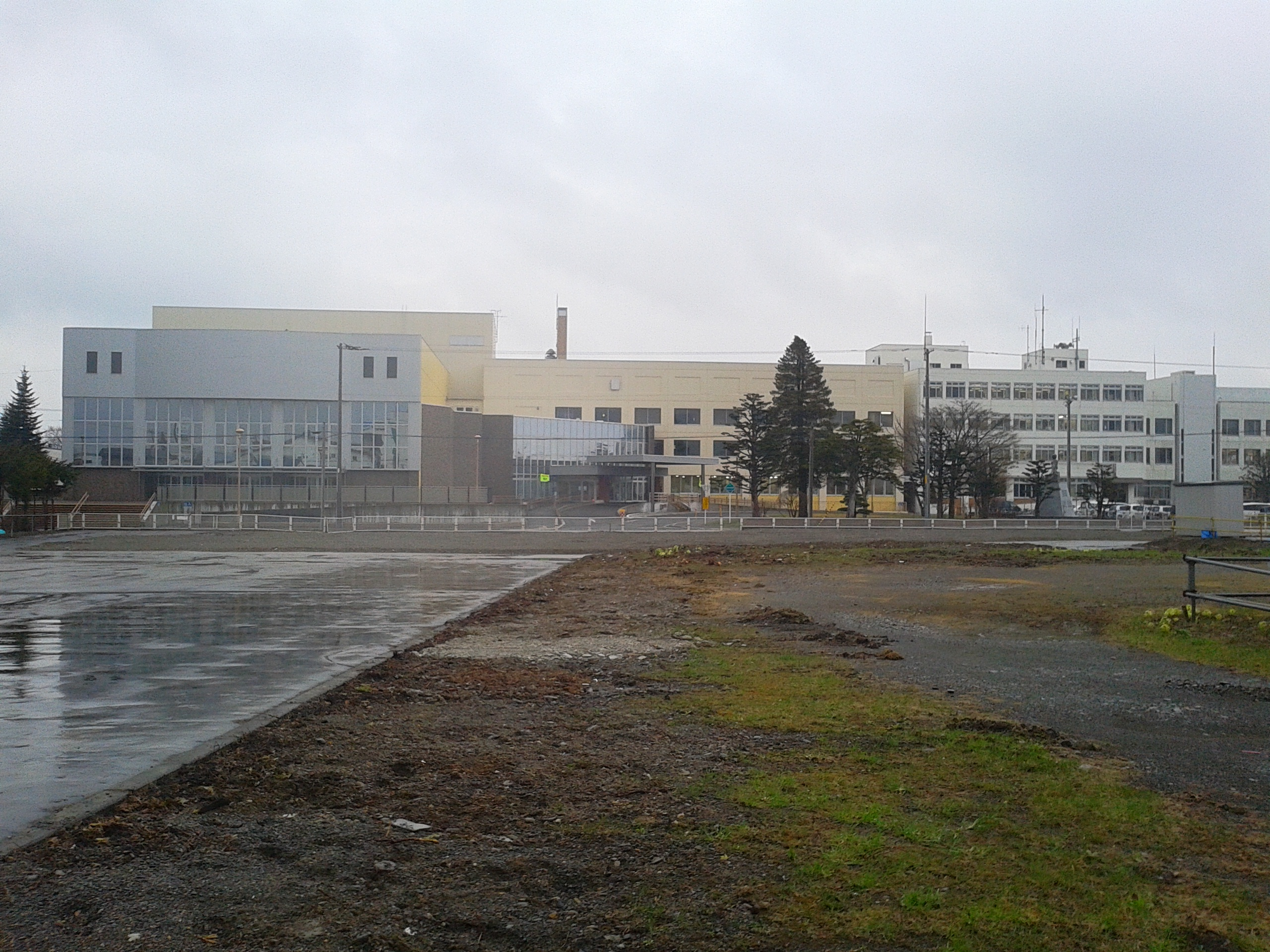
恵庭市民会館（2013年4月）
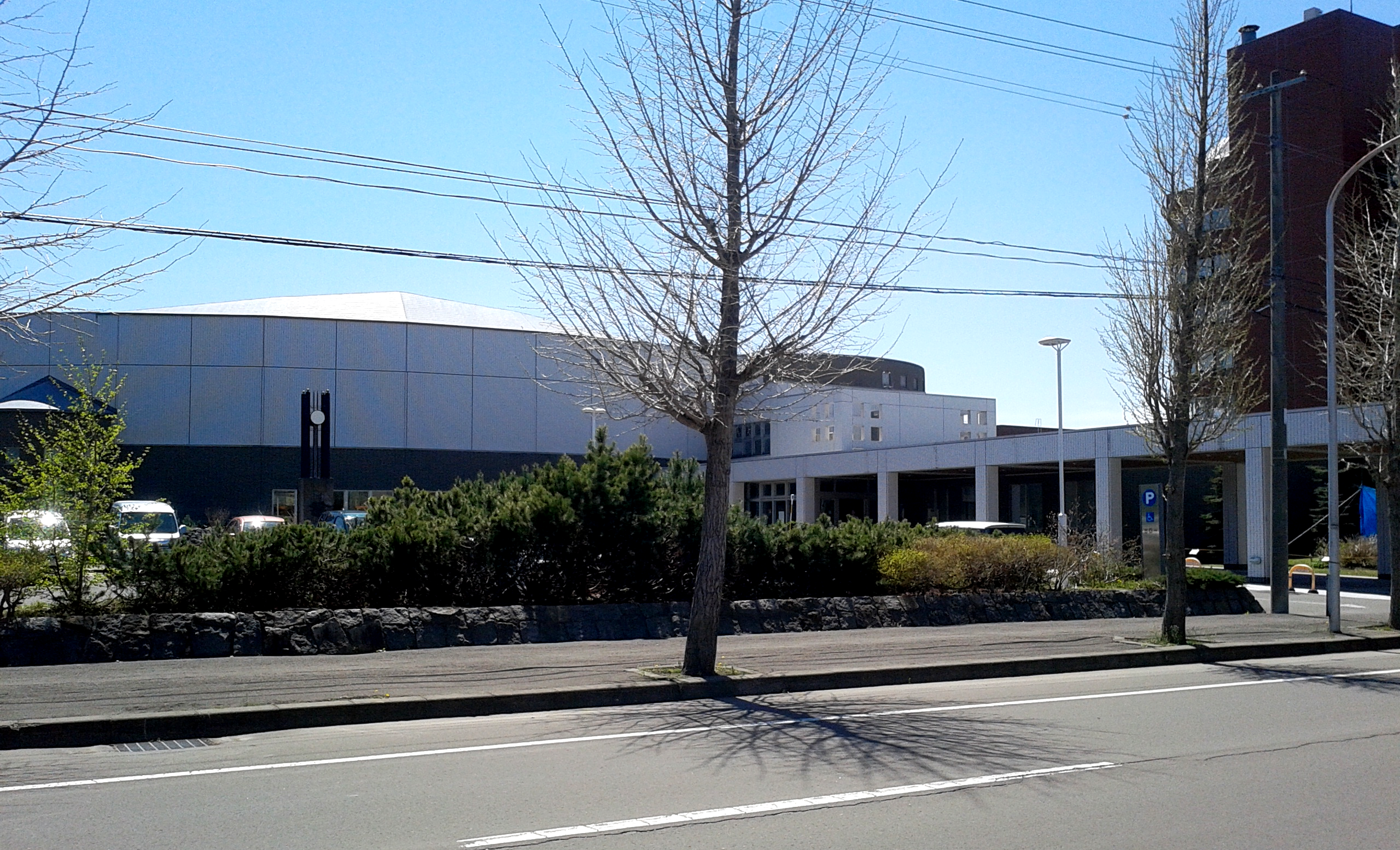
恵庭市立図書館（2013年5月）
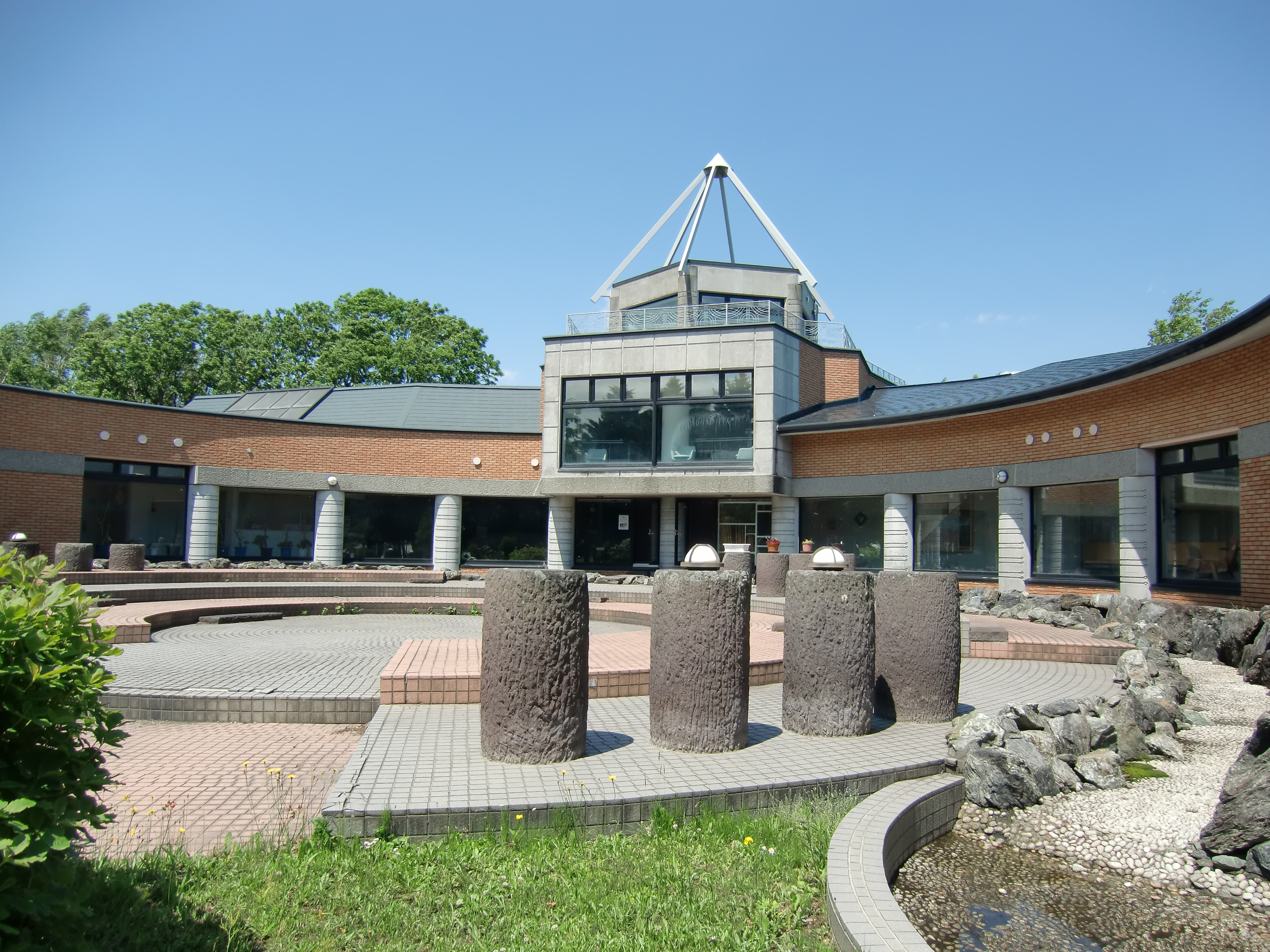
恵庭市郷土資料館（2022年6月）

### 運動施設
- 恵庭市総合体育館
- 島松体育館
- 駒場体育館
- 島松屋外運動場
- 福住屋内運動広場
- 恵庭水泳プール
- 島松水泳プール
- 柏水泳プール
- 東恵庭水泳プール
- 和光水泳プール
- 若草水泳プール
- 恵み野水泳プール
- 恵み野旭水泳プール
- 恵庭公園
  - 陸上グラウンド
  - 野球場
  - 球技場
  - 庭球場
- 恵み野中央公園
  - 野球場
  - 庭球場
- 中島公園庭球場
- ふるさと公園庭球場
- 恵庭市民スキー場
- 恵庭市民スケート場
- 島松スケート場

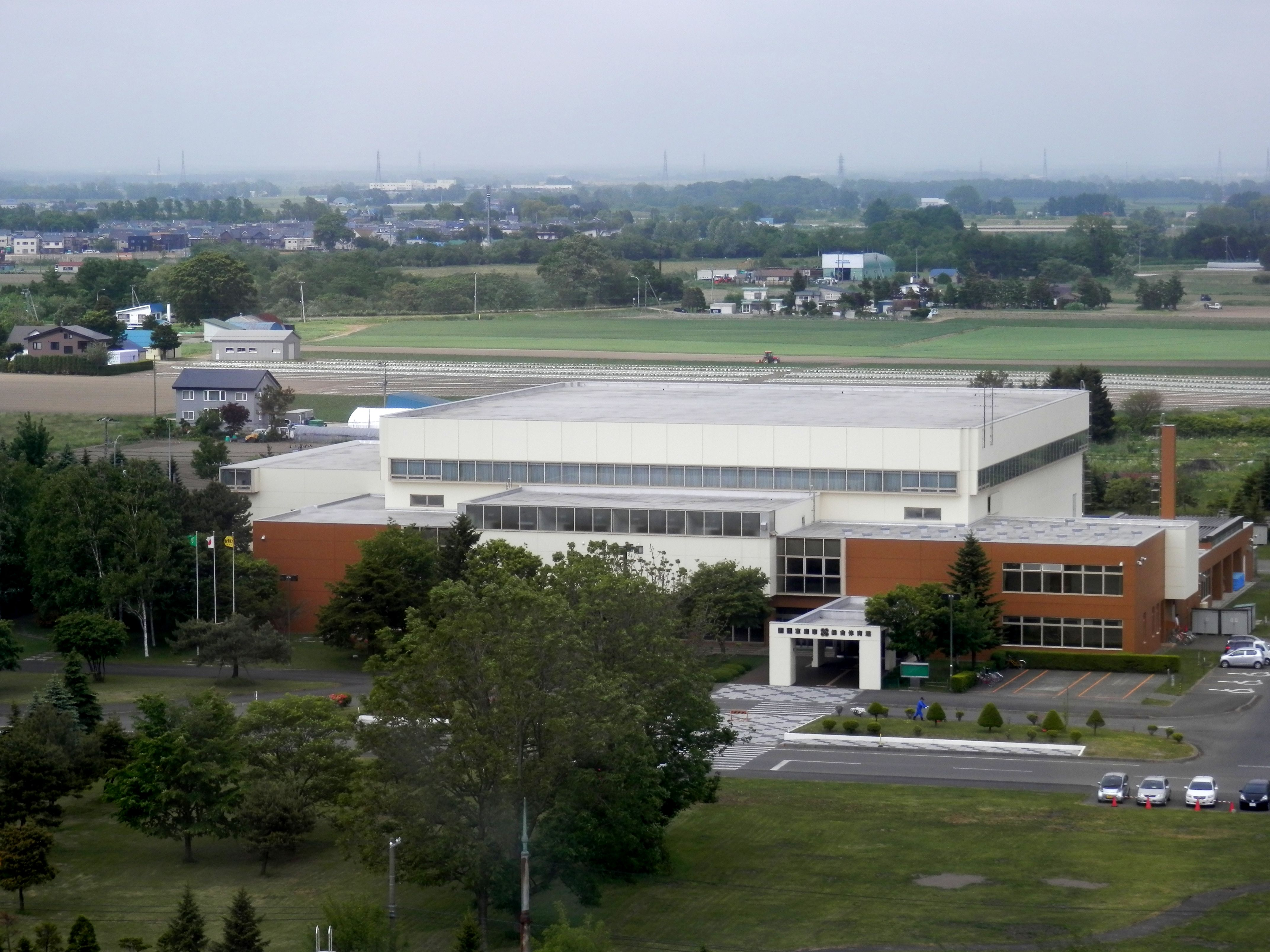
恵庭市総合体育館（2013年6月）
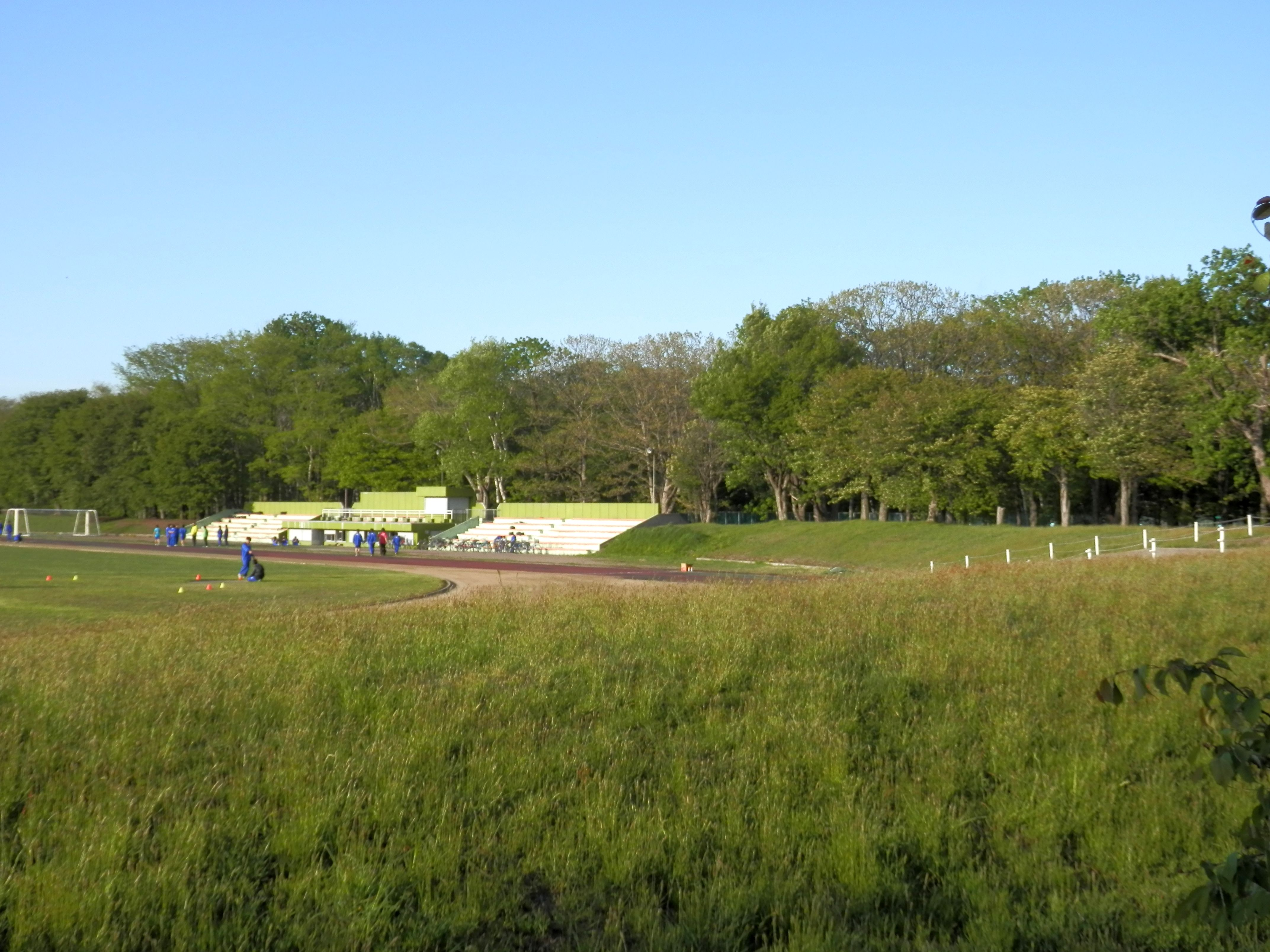
恵庭公園陸上グラウンド（2013年6月）
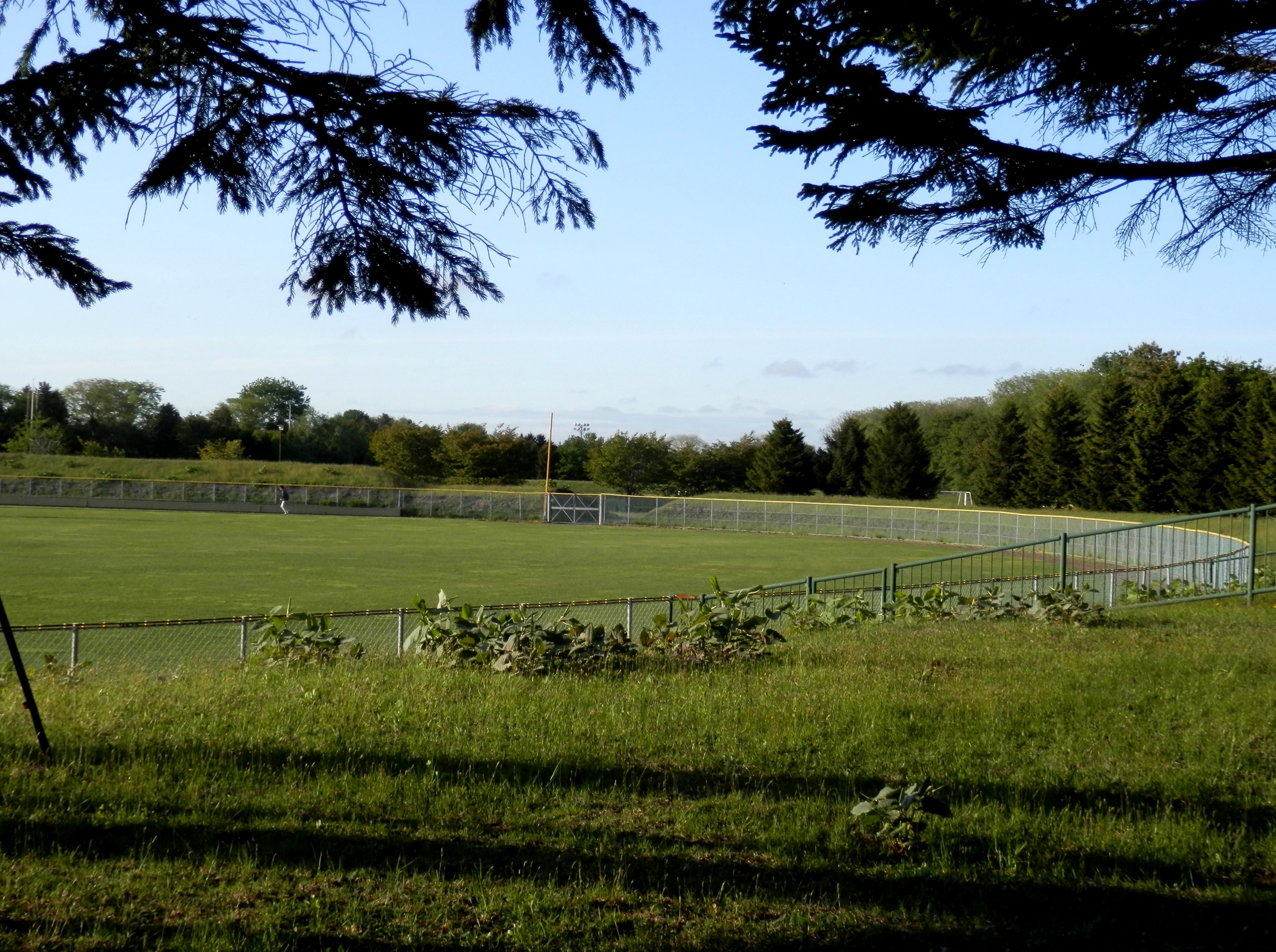
恵庭公園野球場（2013年6月）

## 対外関係

### 姉妹都市･提携都市

#### 海外
姉妹都市
- ティマルー市（ニュージーランド王国 カンタベリー地方）
2008年（平成20年）2月13日 - 締結[1]

提携都市
- 貴陽市（中華人民共和国 貴州省）
1986年（昭和61年） - 友好交流都市提携締結[1]

#### 国内
姉妹都市
- 和木町（中国地方 山口県 玖珂郡）
1979年（昭和54年）7月10日 - 姉妹都市提携締結[1]

提携都市
- 藤枝市（中部地方 静岡県）
2016年（平成28年）3月26日 - 友好都市提携締結[1]

## 経済

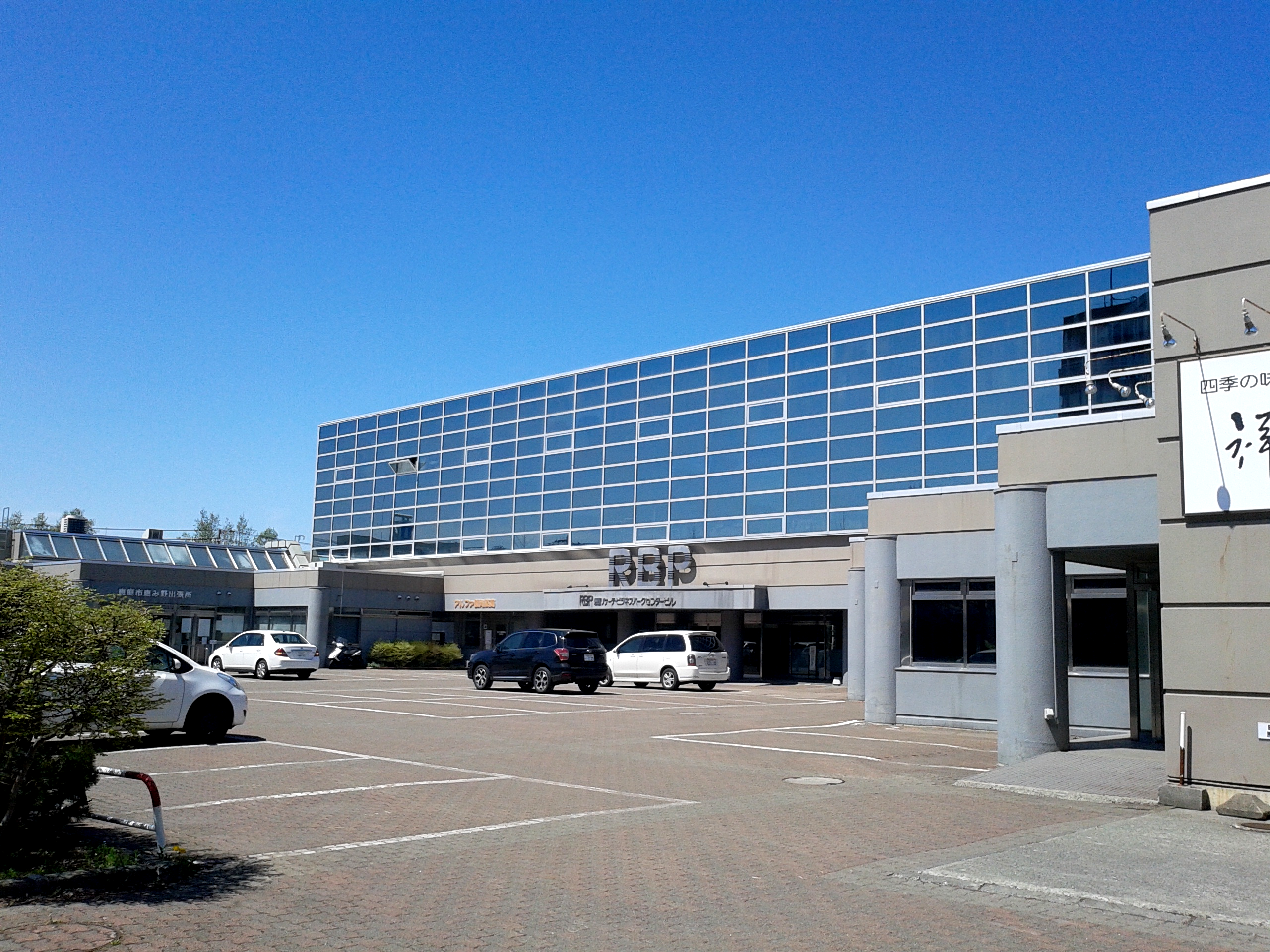
恵庭リサーチ・ビジネスパーク センタービル（2013年5月）

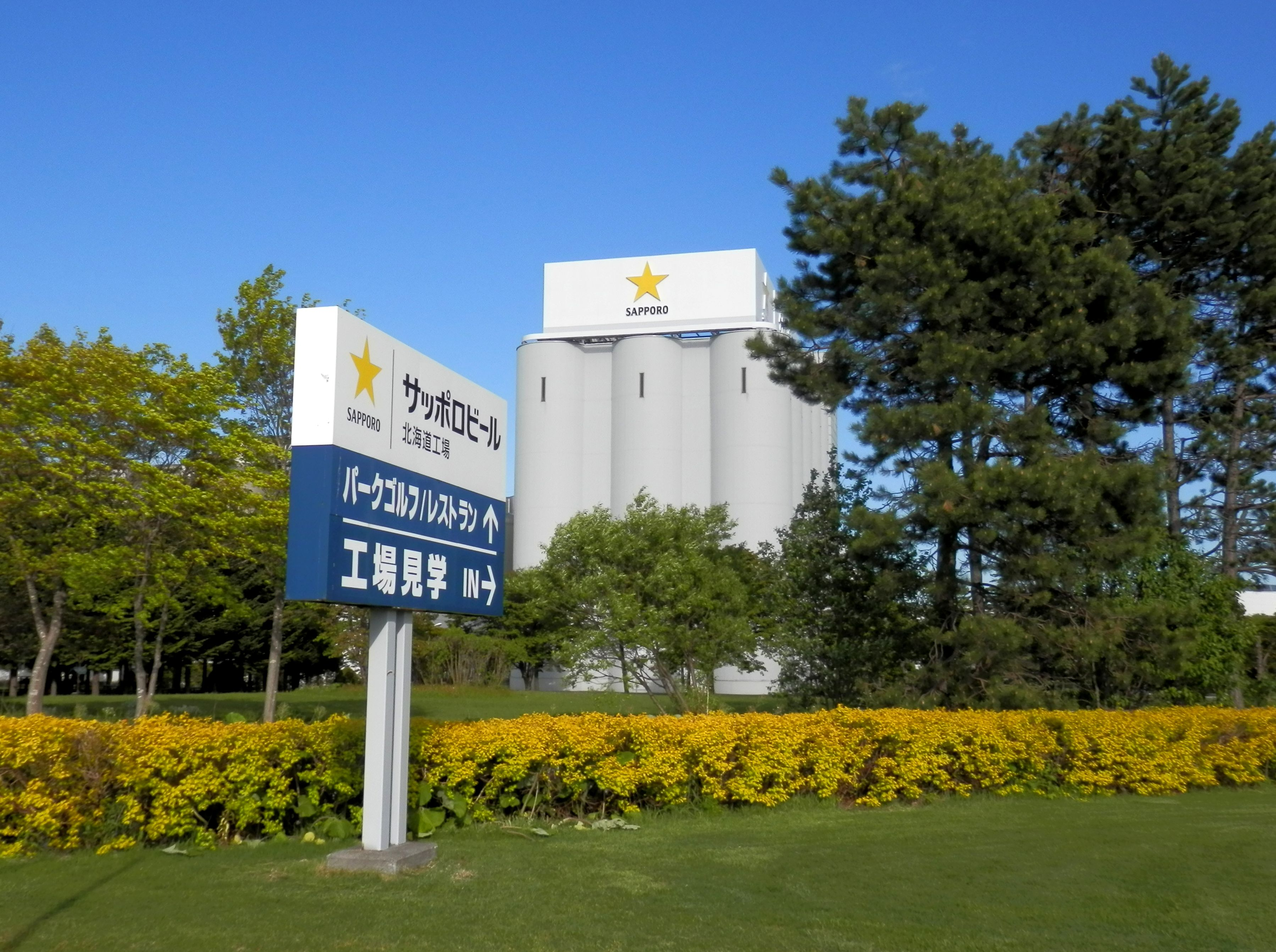
サッポロビール北海道工場（2013年6月）

### 組合
- 道央農業協同組合（JA道央）本店、相生支店
- ホクレン農業協同組合連合会恵庭研究農場
- サツラク農業協同組合恵庭事業所、恵庭診療所
- 恵庭造園業組合
- 恵庭市花卉生産組合
- 恵庭まちづくり協同組合[23]

### 第一次産業

#### 農業
農業は明治初期から本格的に始まっている。恵庭は中山久蔵が北海道での米作りに成功した地であり、現在も米の産地になっている。
また、特別栽培農産物などの安心安全でクリーンな農業をテーマにした野菜づくりや花苗生産などの近郊農業が盛んになっている。

#### 畜産業
酪農では優良牛生産地帯であり、家畜の糞尿を堆肥化して活用する循環型環境整備を進めている。

### 第二次産業

#### 工業
工業では7か所の工業団地（恵庭市工業団地など）があり、約230社が操業している。札幌市や新千歳空港、苫小牧港などへの交通アクセスが良いほか、支笏湖の伏流水が湧き出るなど豊かな水資源があり、企業進出の一因になっている。市内には研究開発拠点の「恵庭リサーチ・ビジネスパーク」がある。
- 恵庭土地改良区[26]
- 恵庭リサーチ・ビジネスパーク[27]

### 第三次産業

#### 商業
商業では商店街がイメージアップや魅力向上に繋がる事業を助成する集客支援、起業支援等を行っている。また、国道36号恵庭バイパス沿いを中心にロードサイド店舗が進出している。
ショッピングセンター
- 大和リース
  - フレスポ恵み野[28]

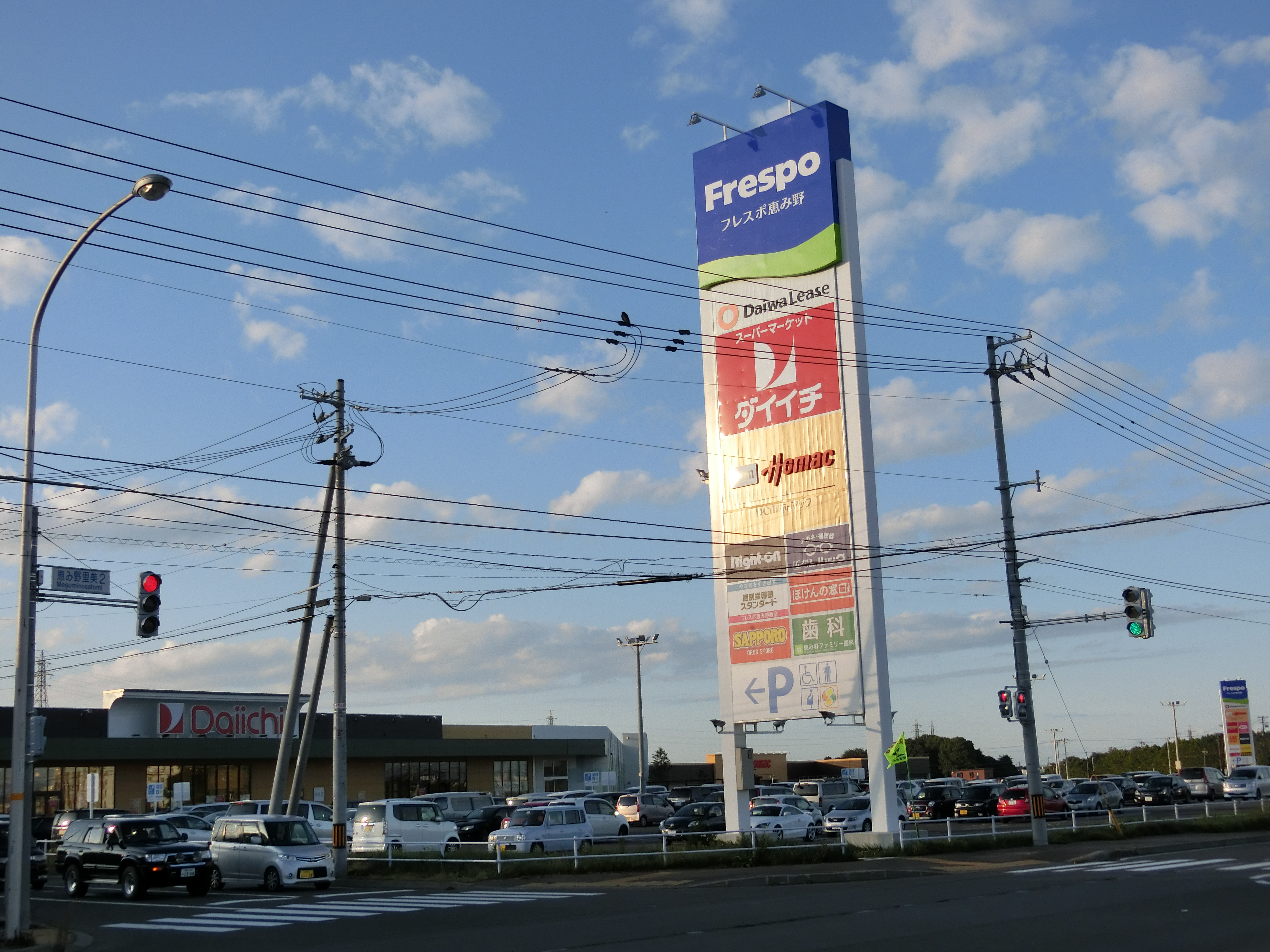
フレスポ恵み野（2017年9月）

スーパーマーケット
- イオン北海道（イオングループ）
  - マックスバリュ恵庭店
- ラルズ（アークスグループ）
  - ラルズマート島松店
  - ラルズマート恵み野店
  - ビッグハウス恵庭店
- 生活協同組合コープさっぽろ苫小牧地区
  - 恵み野店
- ダイイチ（セブン&アイグループ）
  - 恵み野店（フレスポ恵み野内）
- JR北海道フレッシュキヨスク（JR北海道グループ）
  - ジェイ・アール生鮮市場恵庭店
- 豊月
  - フードD365恵庭店（旧恵庭食彩館）
- トライアルカンパニー
  - スーパーセンタートライアル恵庭島松店
- 魚はん
  - うおはん
- 神戸物産
  - 業務スーパー恵庭店

#### 物流
- ヤマト運輸千歳主管支店
  - 恵庭大町センター・恵庭戸磯センター
  - 恵庭柏陽センター
- 佐川急便千歳営業所（所在地は千歳市）

### 拠点を置く主な企業
- アレフ
- うおはん
- 紀文食品
- 国分北海道
- サッポロビール

- サンマルコ食品
- 三和シヤッター工業
- シズナイロゴス
- 全日本食品
- DCM
- とんでん（登記上の本店）
- 堀川
- 山崎製パン
- 北海道吉野石膏
- ロバパン（フジパングループ）

### 金融機関
- 北洋銀行恵庭中央支店、恵み野出張所
- 北海道銀行恵庭支店、恵み野出張所
- 北海道信用金庫（旧札幌信用金庫）恵庭支店、島松支店、恵み野支店
- 北央信用組合恵庭支店、有明支店
- JAバンク北海道（北海道信用農業協同組合連合会）JA道央 本店、相生支店

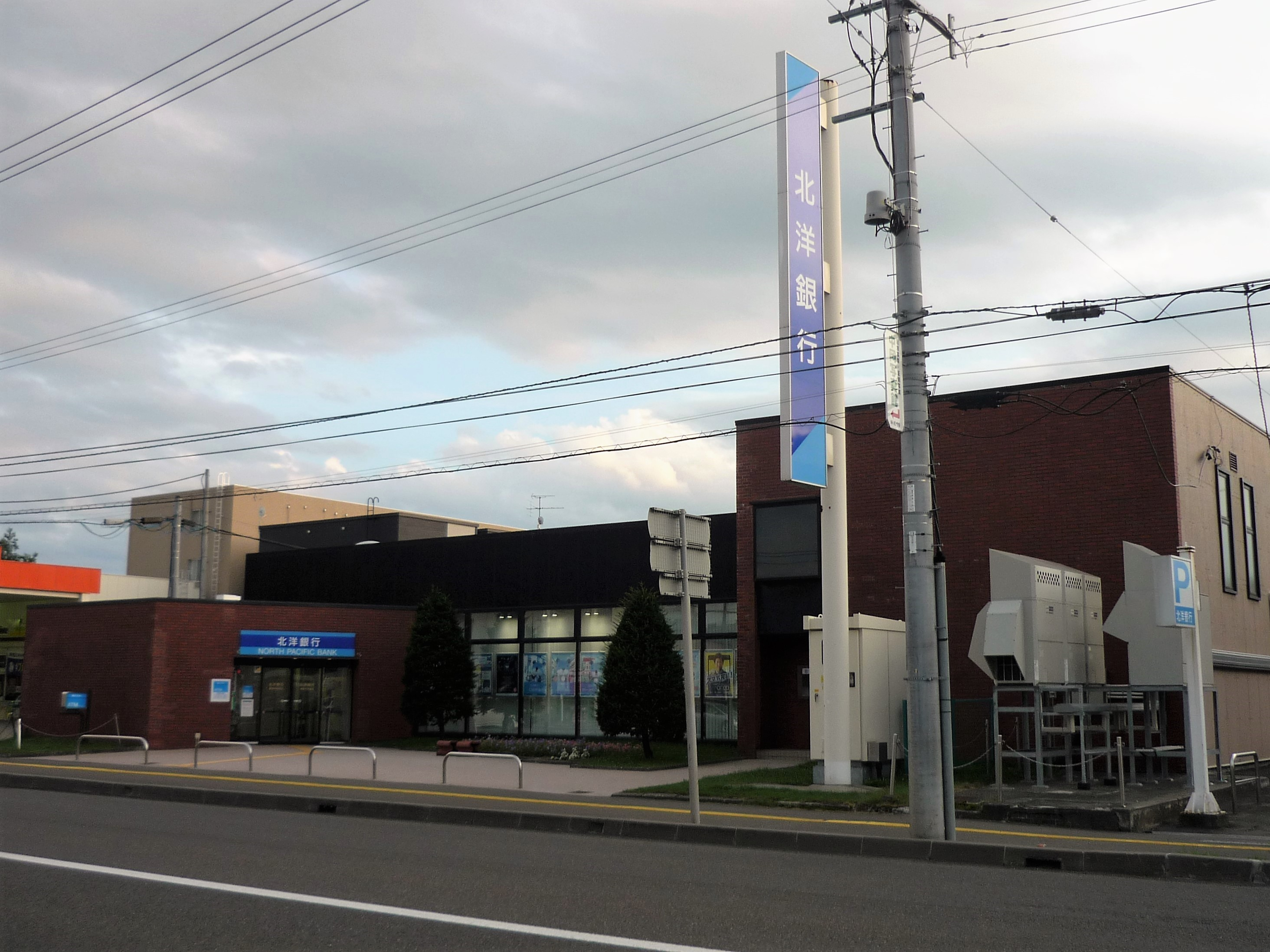
北洋銀行恵庭中央支店（2018年8月）
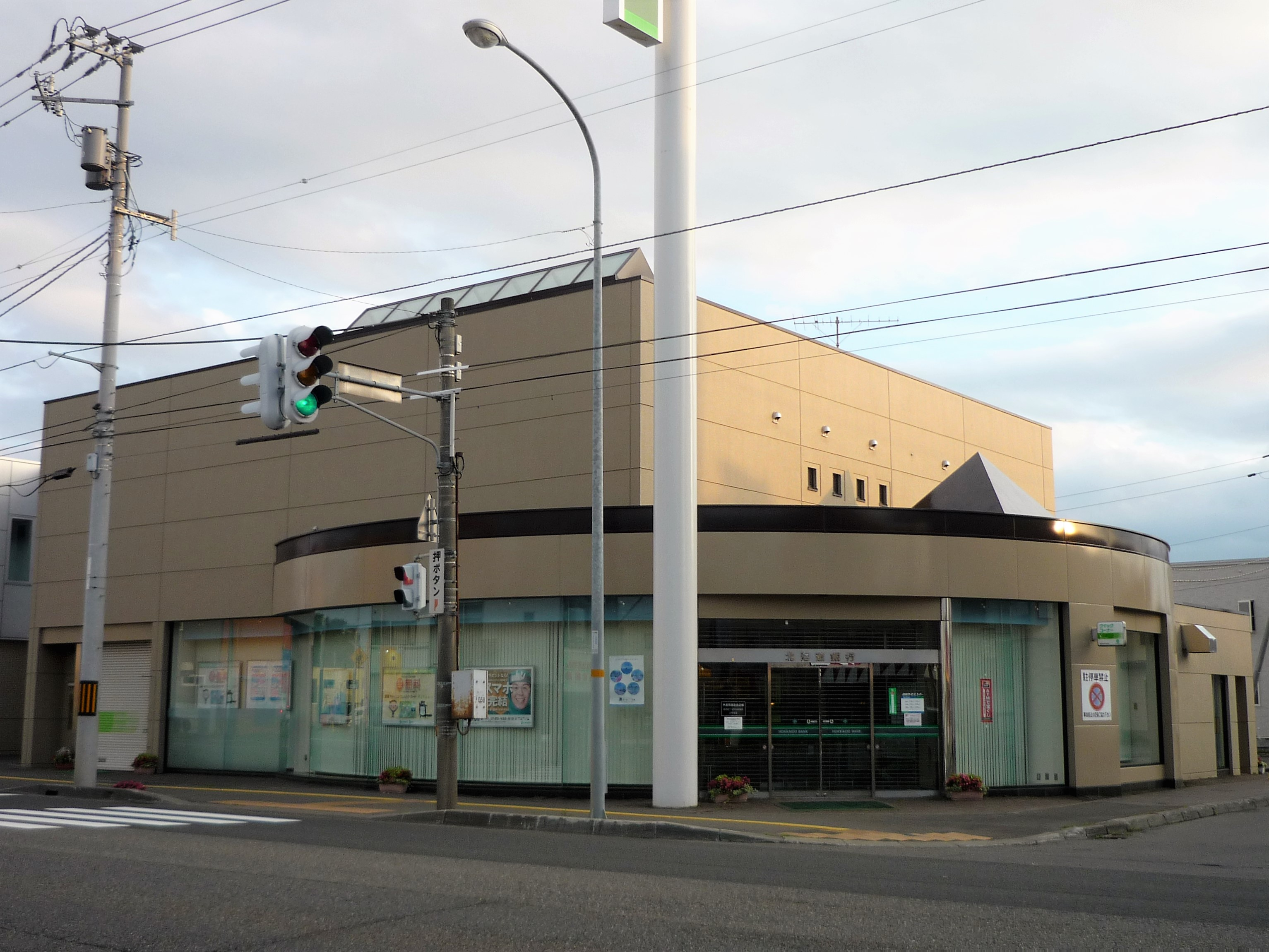
北海道銀行恵庭支店（2018年8月）
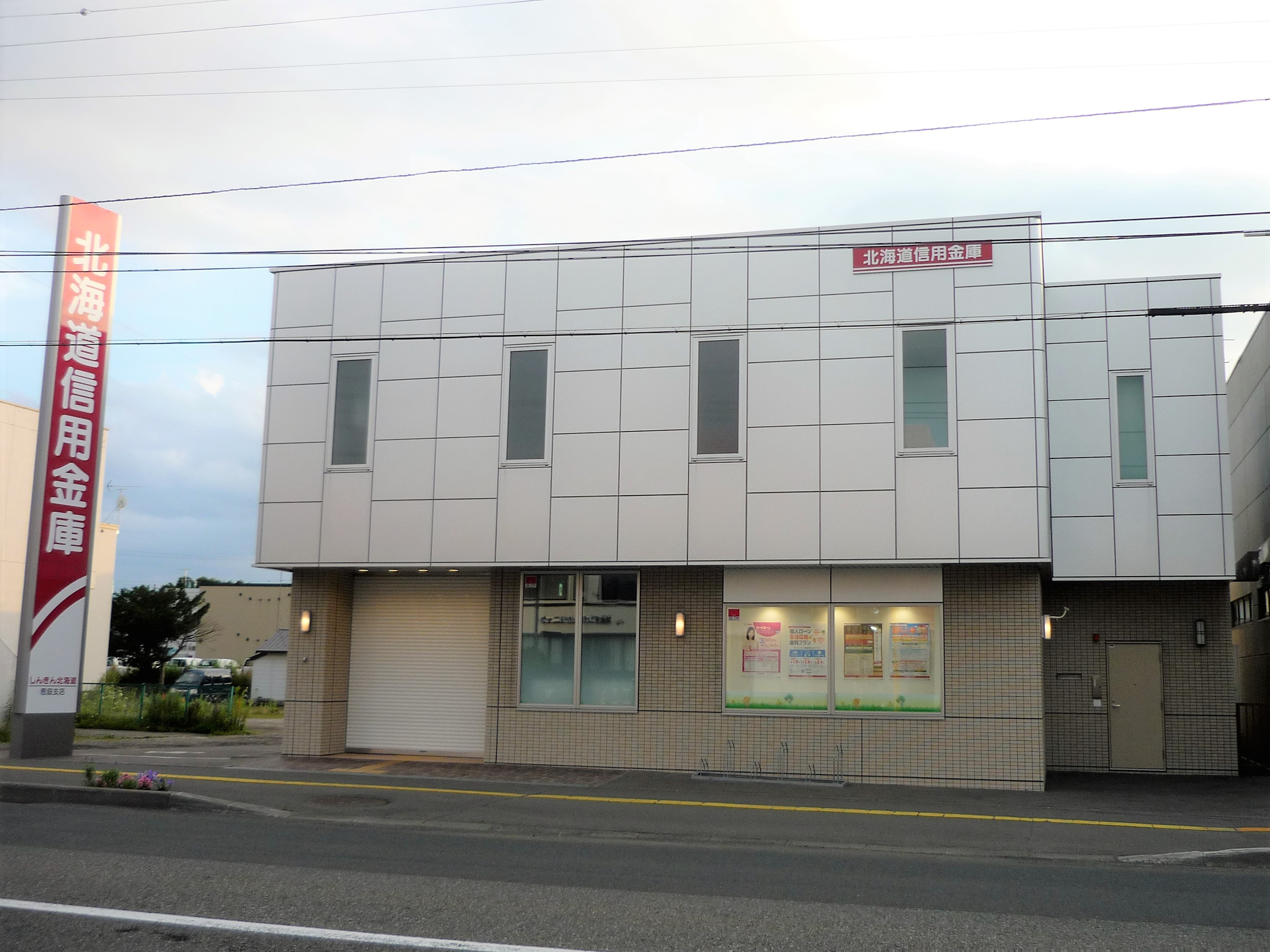
北海道信用金庫恵庭支店（2018年8月）
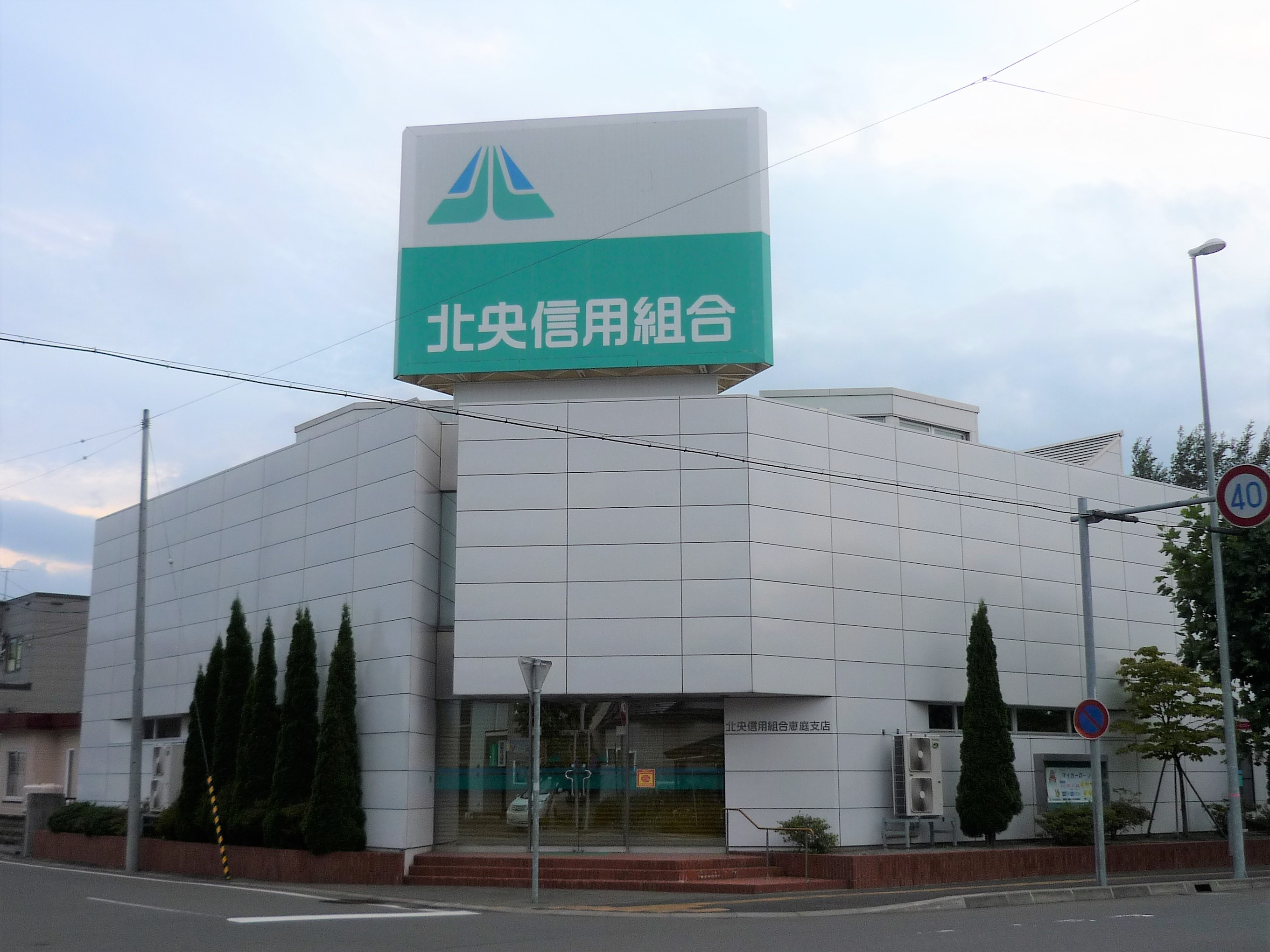
北央信用組合恵庭支店（2018年8月）

## 情報･通信

### マスメディア
タウン情報誌
- えにわ・ちとせ情報紙 （えにわ・ちとせ版）
- メディアコム（生活情報紙ちゃんと）[29]
- えにわ子ども新聞社[30]

#### 放送局
ラジオ
- えにわコミュニティ放送（e-niwa）

### 郵便局
- 恵庭郵便局（90056）（集配局）

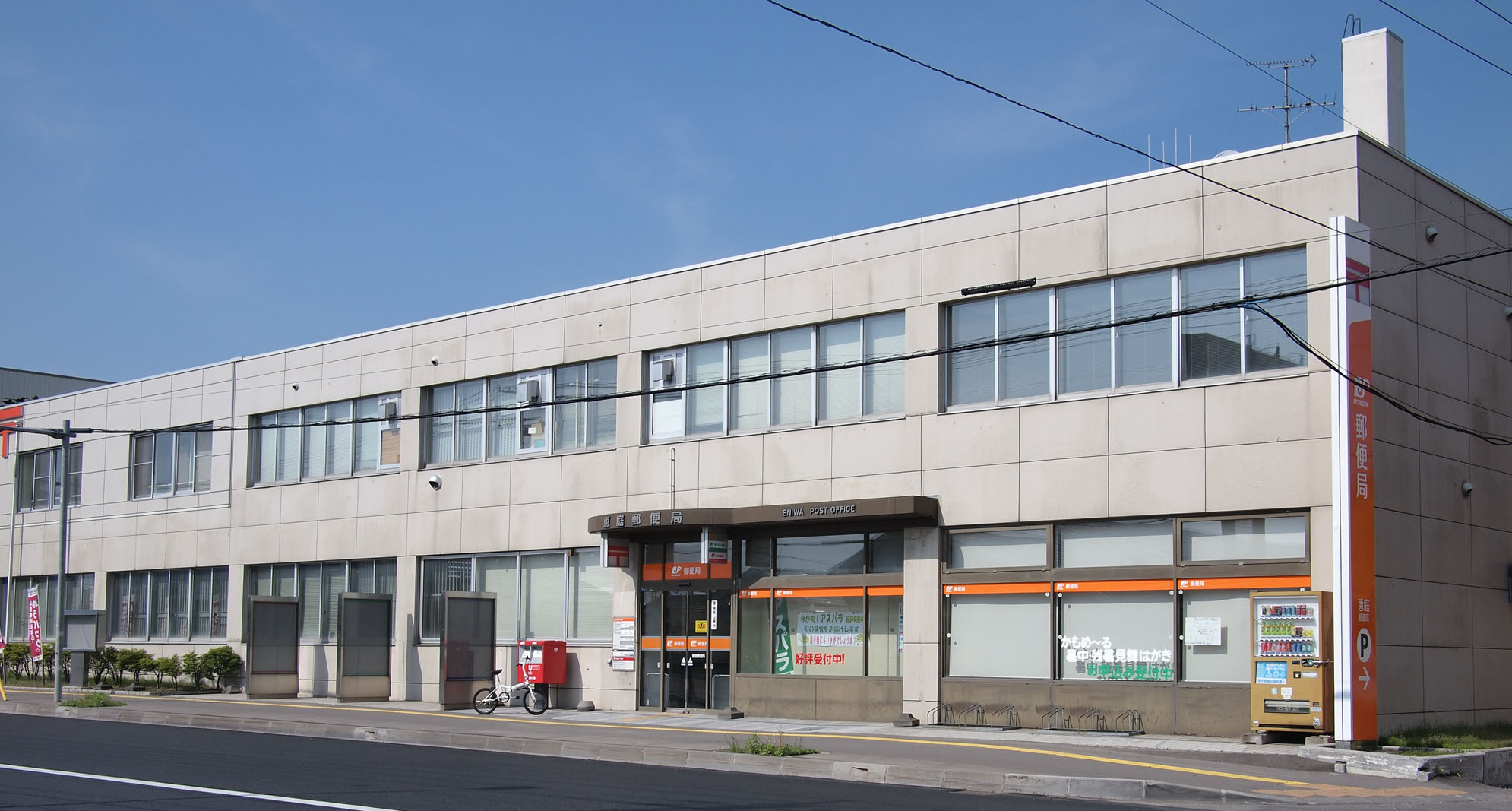
恵庭郵便局（2010年6月）

- 島松郵便局（90187）
- 恵庭恵み野中郵便局（90213）
- 恵庭恵み野郵便局（90489）
- 中恵庭簡易郵便局（90840）
- 恵庭黄金郵便局（90556）
- 恵庭漁町郵便局（90428）
- 恵庭有明郵便局（90344）
- 恵庭柏木中通郵便局（90550）
- 恵庭柏陽簡易郵便局（90809）
- 恵庭駅前郵便局（90411）

## 教育

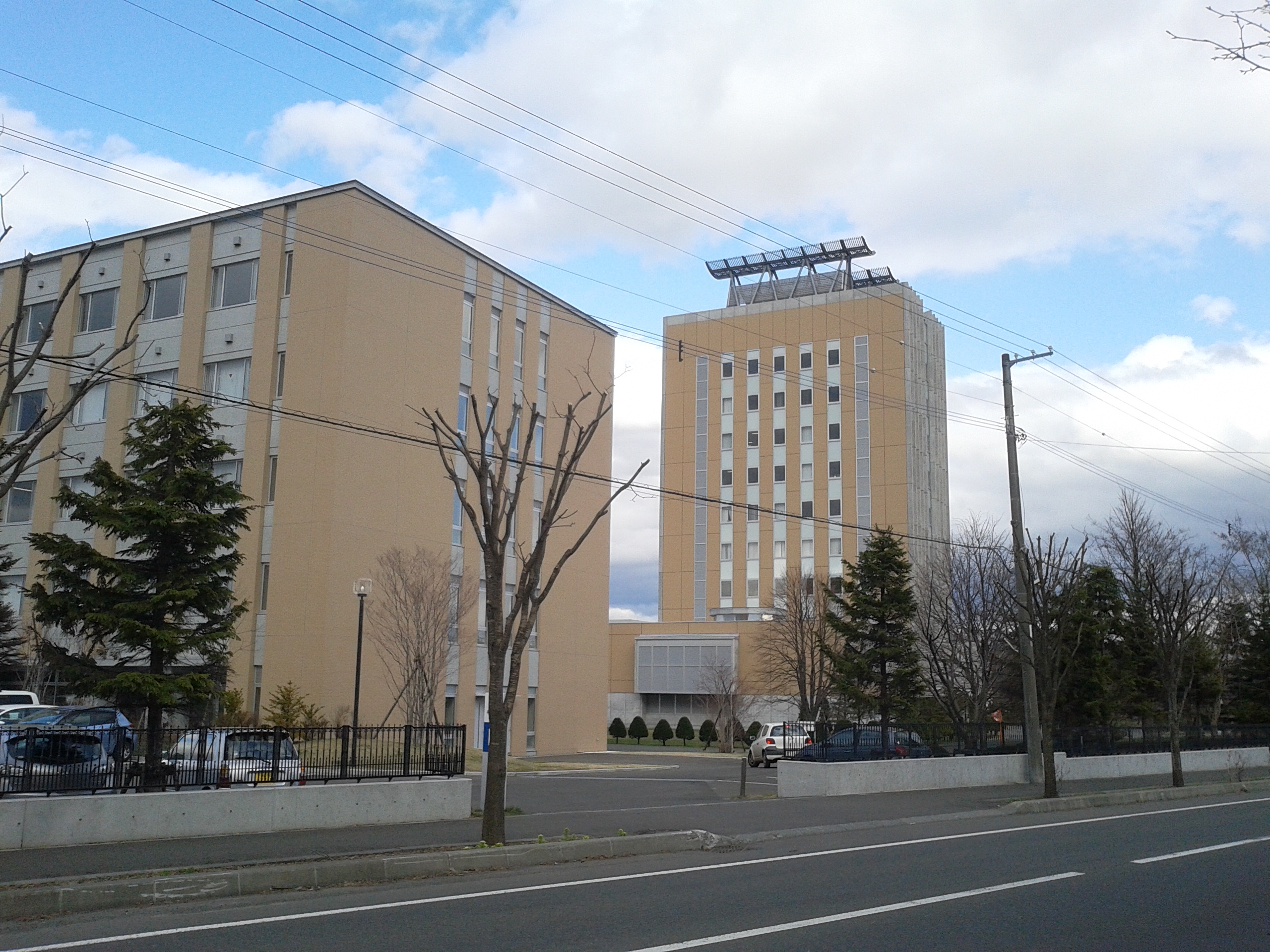
北海道文教大学（2013年4月）

### 大学
私立
- 北海道文教大学
- 日本医療大学恵み野キャンパス

### 専修学校
- 北海道ハイテクノロジー専門学校
- 北海道エコ・動物自然専門学校
- 北海道メディカル・スポーツ専門学校

### 高等学校
道立
- 北海道恵庭南高等学校
- 北海道恵庭北高等学校

私立
- 北海道文教大学附属高等学校

### 中学校
市立
- 恵庭市立恵庭中学校[31]
- 恵庭市立恵北中学校[31]
- 恵庭市立恵明中学校[31]
- 恵庭市立柏陽中学校[31]
- 恵庭市立恵み野中学校[31]

### 小学校
市立
- 恵庭市立恵庭小学校[31]
- 恵庭市立島松小学校[31]
- 恵庭市立柏小学校[31]
- 恵庭市立和光小学校[31]
- 恵庭市立松恵小学校[31]
- 恵庭市立若草小学校[31]
- 恵庭市立恵み野小学校[31]
- 恵庭市立恵み野旭小学校[31]

### 幼児教育

#### 認可保育所
- 市立すみれ保育園[32]
- 島松いちい保育園[32]

#### 認定こども園
保育所型
- あいおい子ども園[32]
- えにわスマイル保育園[32]
- 幼稚舎えるむ[32]

幼保連携型
- 恵庭幼稚園[32]
- えほんの森[32]
- 認定こども園さくら[32]
- 柏学園ひまわり幼稚園[32]
- 北海道文教大学附属幼稚園[32]
- 恵み野幼稚園[32]

幼稚園型
- かしわ幼稚園[32]
- クラーク幼稚園[32]
- 島松幼稚園[32]
- 第二かしわ幼稚園[32]
- 恵み野第二幼稚園[32]

#### 地域型保育事業所（小規模保育）
- 恵庭保育園[32]
- しままつスマイル保育園[32]
- 島松もみじ保育園[32]

### 学校教育以外の施設
- 恵庭市事業内職業訓練センター
- 恵庭自動車学校

## 交通

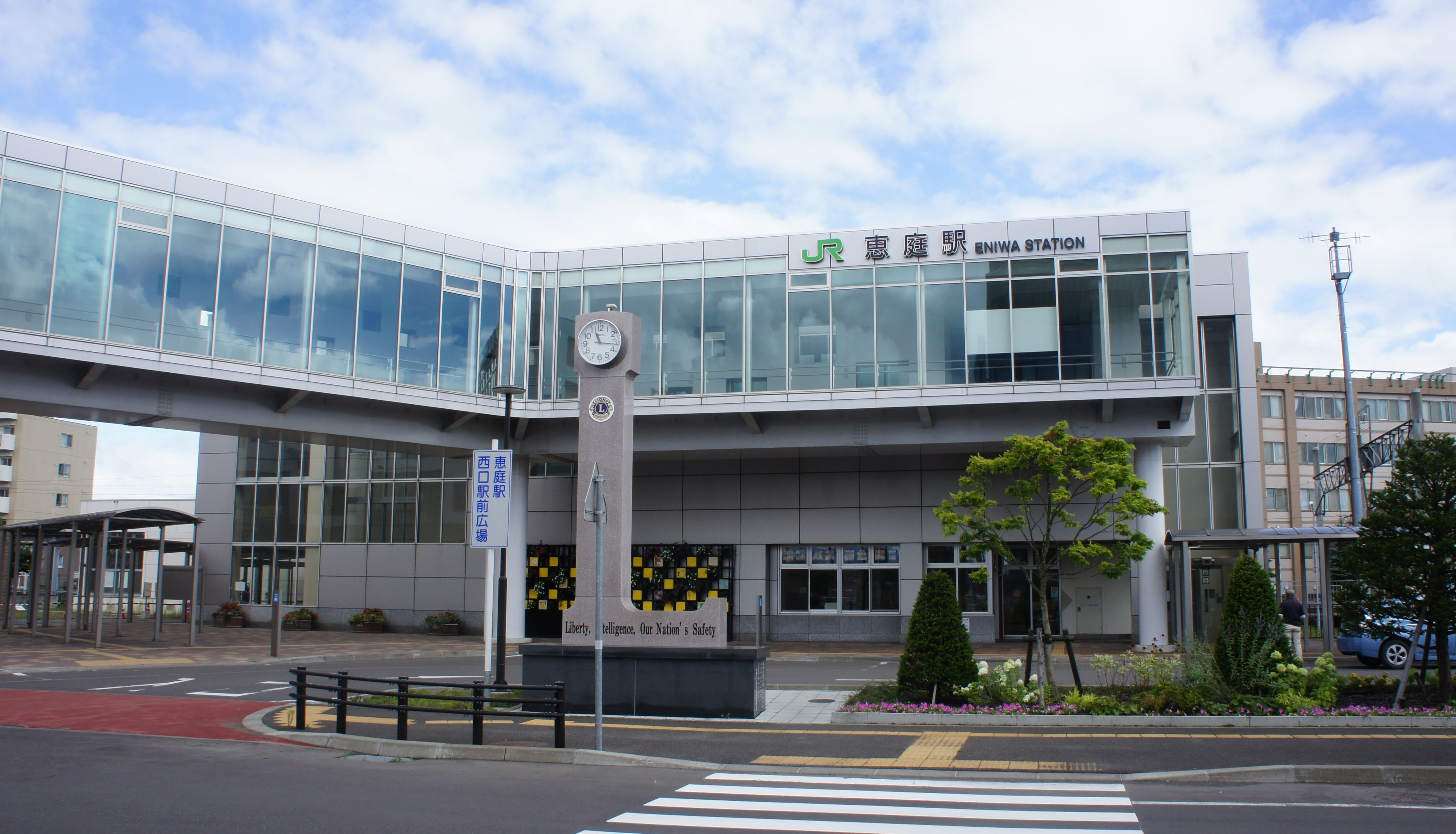
恵庭駅西口（2018年9月）

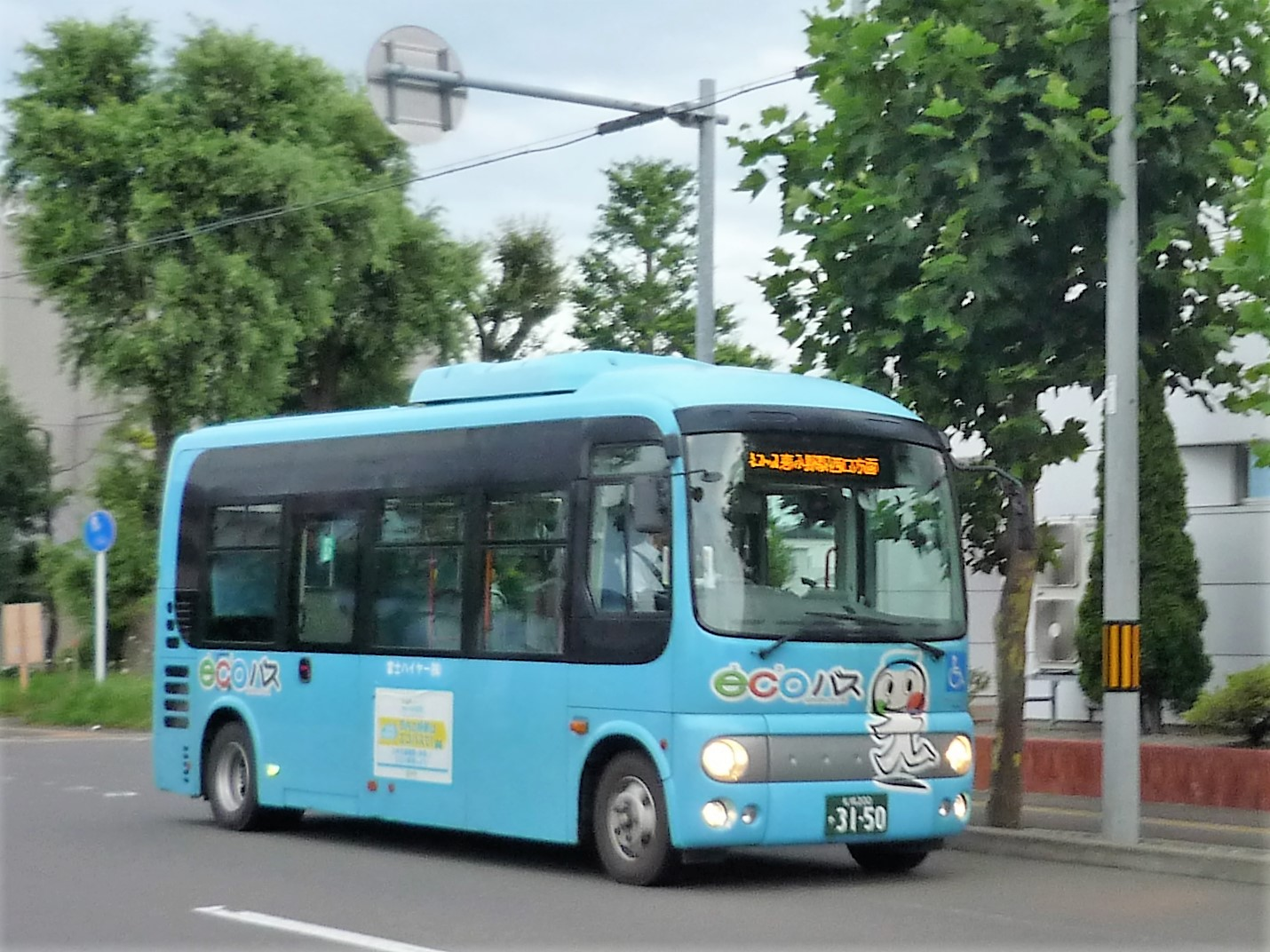
えにわコミュニティバス

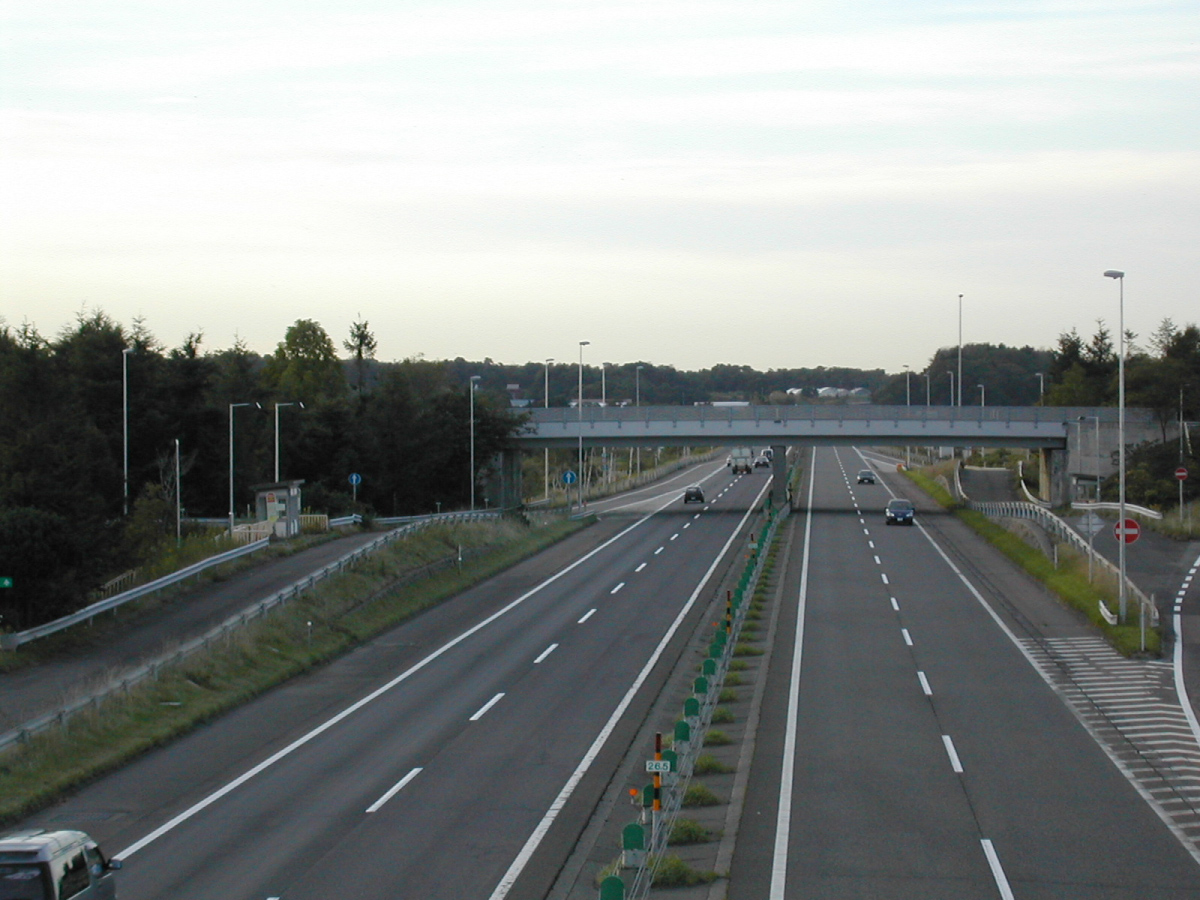
道央自動車道「恵庭」バス停（恵庭IC）付近

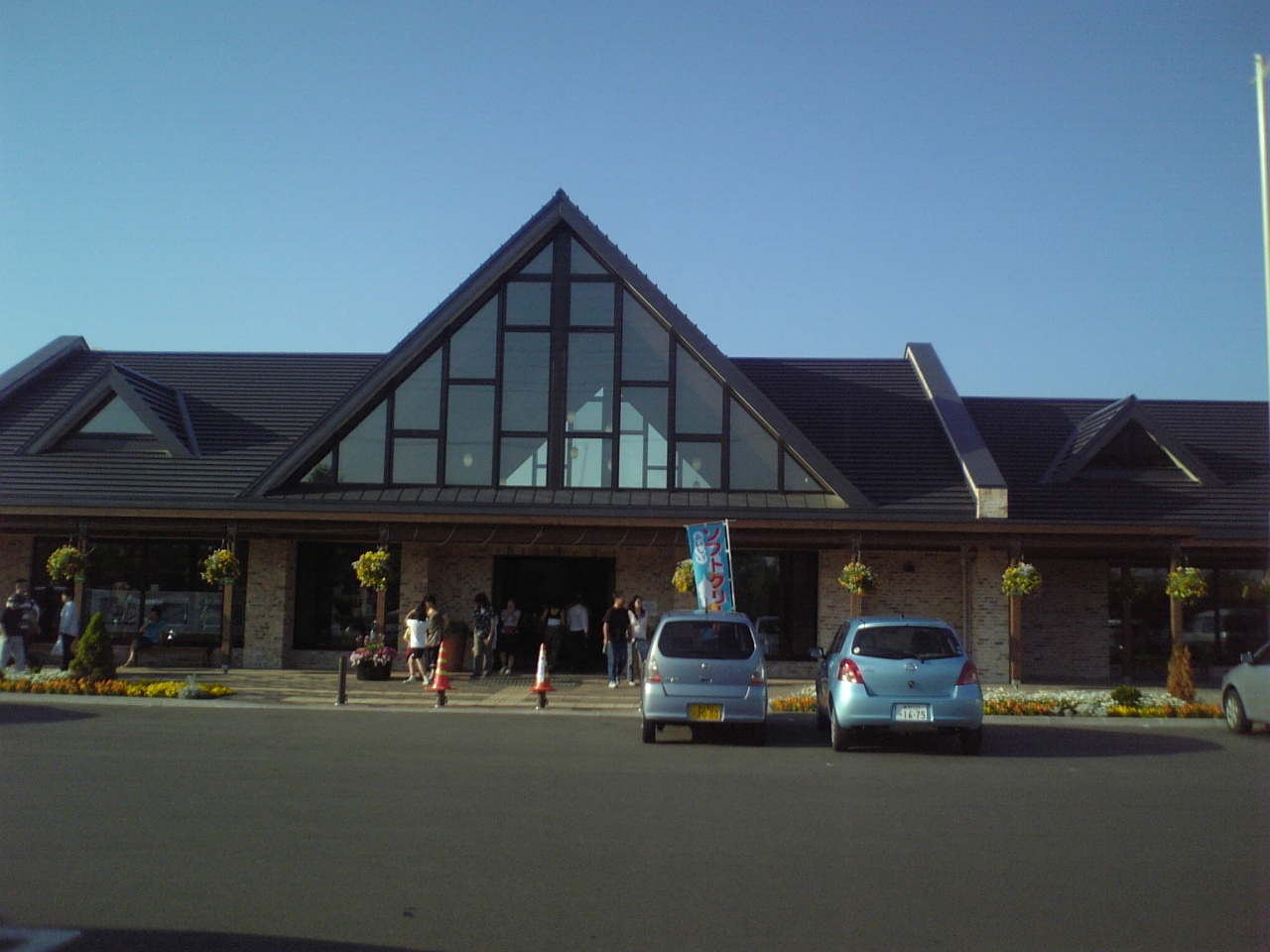
道と川の駅花ロードえにわ（2007年6月）

### 鉄道
北海道旅客鉄道（JR北海道）
- 千歳線：島松駅 - 恵み野駅 - 恵庭駅 - サッポロビール庭園駅

### バス

#### 路線バス
- えにわコミュニティバス
- 北海道中央バス 千歳線

#### 都市間バス
- 北海道中央バス
- 北都交通
- 道南バス

### タクシー
- 千歳交通恵庭支店（恵庭ハイヤー）
- 大和交通（やまとタクシー）恵庭支店
- 富士交通（富士ハイヤー）
- 島松ハイヤー
- 楽道（観光ハイヤー）

### 道路

#### 高速道路
- 道央自動車道（北海道縦貫自動車道）：千歳恵庭JCT - 恵庭IC
- 道東自動車道（北海道横断自動車道）：千歳恵庭JCT

#### 国道
- 国道36号
  - 恵庭バイパス
- 国道453号

#### 道道
- 北海道道45号恵庭栗山線
- 北海道道46号江別恵庭線
- 北海道道78号支笏湖線
- 北海道道117号恵庭岳公園線
- 北海道道369号島松停車場線
- 北海道道600号島松千歳線
- 北海道道1021号恵庭停車場線

#### 道の駅
- 花ロードえにわ

## 観光

### 文化財

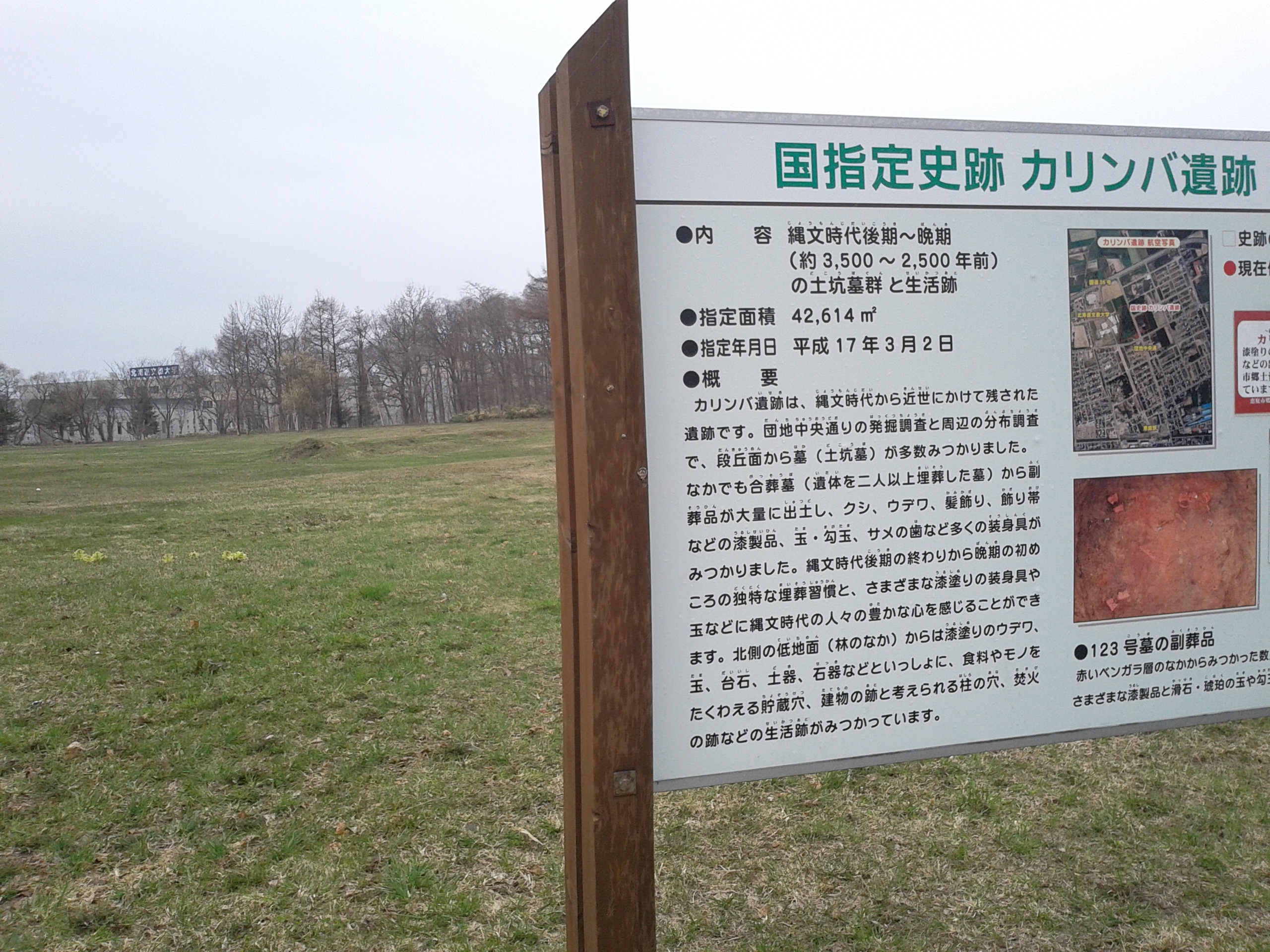
カリンバ遺跡

#### 国指定
- 史跡
  - カリンバ遺跡[33][34]
- 重要文化財
  - カリンバ遺跡出土品[33][35]

#### 道指定
- 有形文化財
  - 阿弥陀如来立像[33]

#### 市指定
- 有形文化財
  - 柏木B遺跡出土品[33]
  - 有蓋須恵器坏[33]
  - 蕨手刀[33]
  - 両頭石槍[33]
  - 隆平永寶[33]
  - カリンバ遺跡土坑墓出土品[33]
  - 柏木B遺跡環状土籬出土品[33]
  - 西島松5遺跡土坑墓出土品[33]
  - 柏木川4遺跡土坑墓・旧河道出土品[33]

### 名所･旧跡
主な寺院
- 千歳山天融寺（真宗大谷派） – 有形文化財の阿弥陀如来立像がある
- 恵庭山島松寺（真宗大谷派）[36]
- 弘誓山本誓寺（浄土真宗本願寺派）[37]
- 敬念寺（浄土真宗本願寺派） – 富山県系（西三郷村から移転）の寺[38]
- 天瑞山大安寺（曹洞宗） – 山口県系の寺[39]
- 紫雲山宝林寺（紫雲台孝子堂宝物館）（曹洞宗系単立）[40]
- 金毘羅山弘隆寺（高野山真言宗） – 四国系の寺[41]
- 龍王山妙正寺（日蓮宗）[42]

主な神社
- 豊栄神社（豐榮神社） – 山口県系の神社
- 恵庭神社（惠庭神社） – 富山県系の神社[43]
- 柏木神社（相馬神社）[44]
- 出雲大社三神教会[45]
- 嶋松神社（嶋松神社）

教会等
- カトリック恵庭教会
- 恵庭福音キリスト教会
- 日本福音ルーテル恵み野教会
- インマヌエル恵庭キリスト教会
- めぐみ聖書バプテスト教会
- 日本基督教団島松伝道所
- エホバの証人の恵庭市文京会衆
- 末日聖徒イエス・キリスト教会千歳恵庭支部

### 観光スポット
- 恵庭渓谷
- 白扇の滝
- ラルマナイの滝
- 三段の滝
- 漁川ダム（えにわ湖）
- 緑のふるさと森林公園

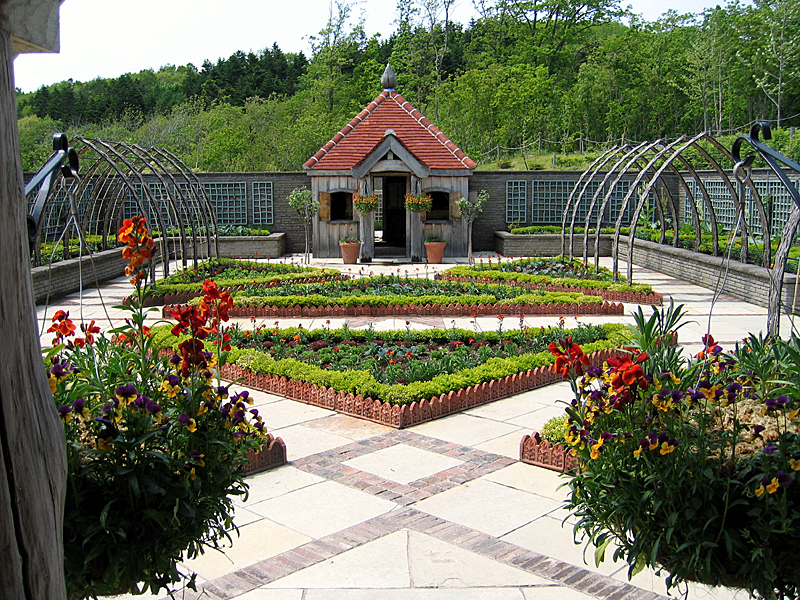
えこりん村
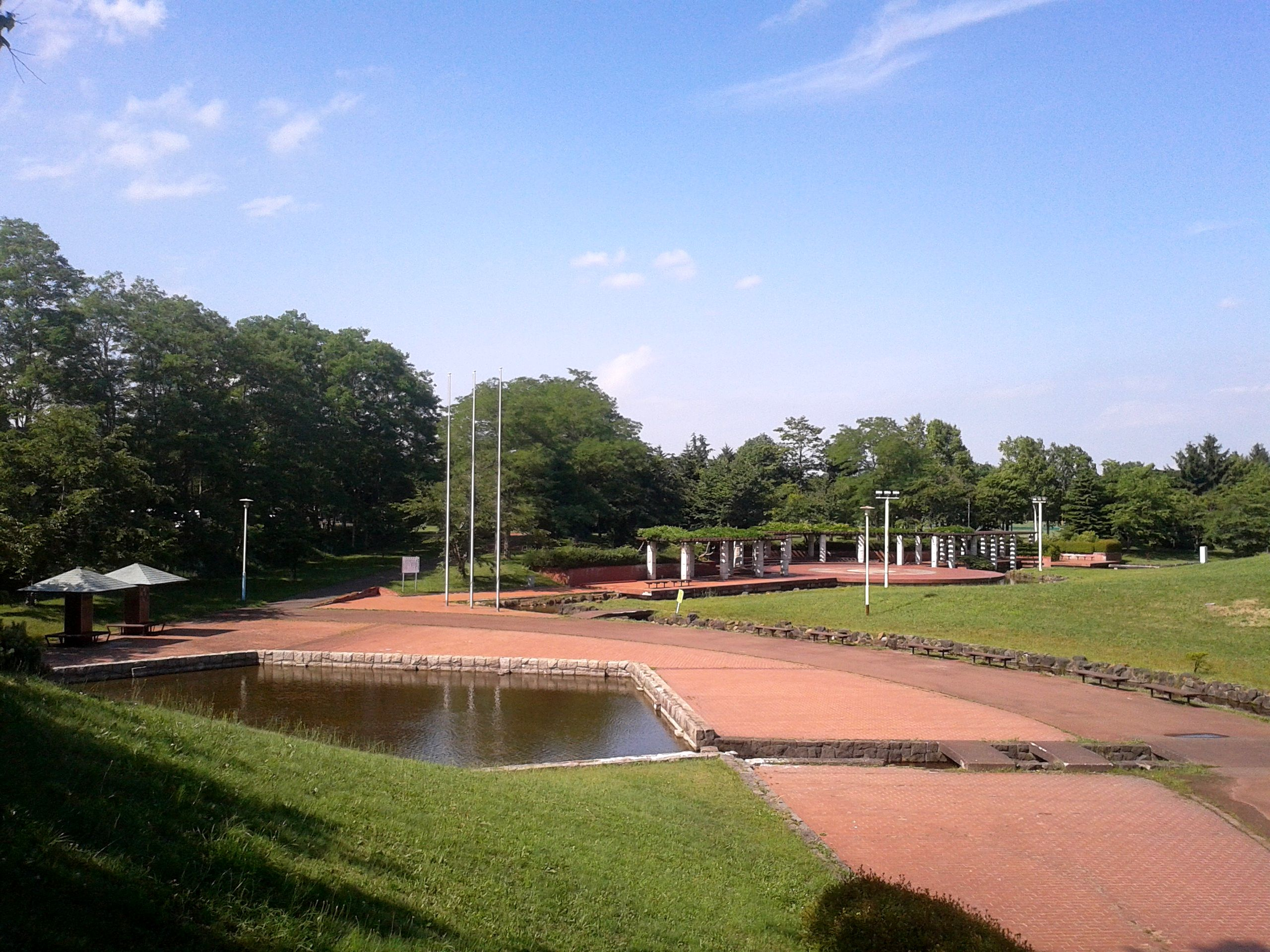
恵み野中央公園（2013年7月）

- 花の拠点「はなふる」
- 道と川の駅花ロードえにわ
- 恵み野中央公園
- 恵庭市郷土資料館
- ルルマップ自然公園ふれらんど

- えこりん村
- 恵み野中央公園（2013年7月）

日帰り入浴施設
- 恵庭温泉
  - 恵庭温泉ラ・フォーレ[46]
  - えにわ温泉ほのか[47]

#### ゴルフ場
ゴルフ場
- 恵庭カントリー倶楽部
- 隨縁カントリークラブ 恵庭コース[48]
- 札幌エルムカントリークラブ[49]

パークゴルフ場
- 恵庭中央パークゴルフ場[50]
- 漁川パークゴルフ場[50]
  - カワセミコース
  - アイリスコース
- 島松パークゴルフ場[50]
- 北栄会館パークゴルフ場[50]
- 花夢里パークゴルフコース[51]
- メイプルパークゴルフコース[52]
- るるまっぷパークゴルフコース
- サッポロビールパークゴルフ場[53]

## 文化･名物

### 祭事･催事
- えにわ犬ぞり大会（2月）
- えにわ雪んこまつり（2月）
- 恵庭アコースティック野外音楽祭（エコフェス）（5月）
- えにわ花とくらし展&えにわマルシェ（6月）
- えにわ自転車散歩（7月）
- 恵み野夏まつり（7月）
- 三四会祭り&花火大会（8月）
- YEGフェスティバル（8月）
- 仮装盆踊り（8月）
- えにわマルシェ（9月）
- えにわスポーツフェスティバル&健康まつり（9月）
- えにわ市民文化祭（10月）

### 名産･特産
恵庭の特産品として「えびすかぼちゃ」（カボチャ）がある。1964年（昭和39年）に京都の種苗会社が開発したえびすかぼちゃを北海道内でいち早く栽培したのが恵庭であり、「恵庭のえびす」として関西地方を中心に流通していた。2006年（平成18年）の道の駅花ロードえにわオープン後は地元でも購入して食すようになり、スイーツなどの商品開発に取り組んでいる。また、恵庭でも収穫できるようになったサツマイモを使用したスイーツもある。
恵庭は北海道内有数の花苗の産地であり、生産量、品質、種類のどれをとってもトップクラスになっている。札幌市の大通公園にある花壇の大半は恵庭産の花を使用している。

## 出身･関連著名人

### 名誉市民
- 田中菊治（元町長、初代市長）[12]
- 槌本貞一（元市長）[12]
- 国司順一（元村長、初代町長）[12]
- 鷲田清（元村議会議員）[12]

### 出身著名人
50音順
- Aoi (プロレスラー)
- 石本美穂（漫画家）
- 市村篤司（サッカー選手）
- 上野奏貴（格闘技 K-1選手）
- 上野空大（格闘技 K-1選手）
- 上野正三（北広島市長）
- 江村修平（俳優）
- 岡しのぶ（歌人）
- 河合卓真（アイスホッケー選手）
- 河合美佳（元タレント）
- 橘井友香（バレーボール選手）
- 黒田重雄（経営学者）
- 小島洋一郎（工学者）
- 琥南鳳慶（元プロ雀士）
- 坂本星美（モデル・料理研究家）
- 杉岡直人（社会福祉学者、社会学者）
- すず風金魚（漫才師。すず風にゃん子・金魚メンバー）
- 高野慶治（バスケットボール選手）
- 谷福美（プロゴルファー）
- 塚崎祐平（バレーボール選手）
- 寺田龍平（元プロ野球選手）
- 中村曻（家具デザイナー）
- 永石匠（俳優、振付師）
- 成田秀将（アルペンスキー選手）
- 林家扇（落語家）
- ひかぷぅ（モデル・タレント）
- FOLKS（バンド）
- 古谷有美（TBSアナウンサー）
- 星和明（中国国際放送アナウンサー）
- 本間祐輔（ブラジリアン柔術家）
- 森井秀明（元小樽市長）
- 矢部美希（元タレント）
- 矢部美穂（タレント）
- 余湖明日香（カーリング選手）
- りこもぐ（インフルエンサー）

### ゆかりのある人物
50音順
- 高杉六花（小説家）
- 竹田小百合（陸上競技選手）
- 寺田明日香（陸上競技選手）
- 中島興世（元恵庭市長）
- 中村宏之（陸上競技指導者）
- 奴田原文雄（ラリードライバー）
- 原田裕（現恵庭市長）
- 半澤孝平（詩人）
- 福島千里（陸上競技選手）
- 松橋拓二（元プロボクサー）
- 水野悠希（フリーアナウンサー）
- 村元絵美（ピアニスト）

## 恵庭市を舞台とした作品

### 番組
バラエティ番組『タカトシ牧場』は、恵庭市の「むらかみ牧場」で酪農や農業を行うなど、主なロケ地としていた。

### 映画
- 映画『ガチ☆ボーイ』

### 漫画
- 漫画『チャンネルはそのまま!』

### 舞台
- 恵庭チーム絆花（はんか）中山久蔵翁物語

## 参考資料
- “恵庭市勢要覧” (PDF).   恵庭市. 2017年4月13日閲覧。
- “恵庭市制施行40周年記念誌「EKUBO」” (PDF).   恵庭市 (2010年). 2017年4月13日閲覧。